# 条顿骑士团
条顿骑士团（德語：Deutscher Orden， 或 ），又译德意志騎士團，正式名称为耶路撒冷圣玛利亚医院德意志兄弟骑士团（拉丁語：Ordo domus Sanctae Mariae Theutonicorum Ierosolimitanorum），与圣殿骑士团、医院骑士团一起并称为三大骑士团。其作為一個天主教會所建立的軍事修會。
条顿骑士团的起源可追溯至约1190年第三次十字军东征期间，由不来梅与吕贝克的商人在圣地阿克（今以色列阿卡）围城战中建立的野战医院。1199年2月19日，教宗英诺森三世批准将这一施济团体转变为骑士修会，并将医院骑士团与圣殿骑士团的修会规则赋予该“耶路撒冷圣玛利亚德意志人之家”。
骑士团在13世纪逐步从起初的慈善团体演变为军事-宗教组织，活跃于神圣罗马帝国、圣地、地中海地区以及特兰西瓦尼亚，在基督徒被穆斯林驅逐出圣地后，条顿骑士转移至了波罗的海沿岸，并参与了德意志人的东向殖民扩张。这一发展催生出多个驻地，其存续时间不一。自13世纪末起，在普鲁士地区建立的条顿骑士团国逐渐成为核心。到14世纪末，该骑士国家的领土面积达到了20万平方公里。
然而1410年夏季条顿骑士团在第一次坦能堡战役中遭到波兰-立陶宛联军的重大军事打击，以及15世纪中叶与普鲁士当地人之间旷日持久的冲突，加速了骑士团及其政权自15世纪初以来的衰落。1525年，随着宗教改革的推进，剩余的骑士团国被世俗化，改制为一个世俗公国，自此骑士团在普鲁士及1561年后的利沃尼亚失去实质影响力。然而在神圣罗马帝国境内，特别是在德国南部、奥地利和瑞士，骑士团仍拥有大量地产并持续存在。
18世纪末因反法同盟战争失去莱茵河左岸领地，以及19世纪初在莱茵邦联各邦的世俗化改革，骑士团的所有地产被剥夺，仅剩奥地利帝国境内的产业得以保留。而这亦随着第一次世界大战后奥匈帝国解体及1919年4月奥地利的贵族废除法颁布，骑士团不仅失去了大量地产，其骑士属性亦不复存在。自1929年起，骑士团由神父团体领导，依照《教会法》被认定为神职修会。
19世纪及20世纪上半叶的历史学研究主要集中于该骑士团在波罗的海地区的骑士政权，普遍将条顿骑士团与骑士团国视为一体。德、波、俄三国对骑士团历史的研究与解读存在显著差异，常带有强烈的民族主义或国家主义色彩。直至二战结束后，国际学界才开始系统、方法论性地研究该骑士团的历史与结构。现时，条顿骑士团的口号是“帮助、守卫、救治（德語：Helfen, Wehren, Heilen）”，總部設於維也納。

## 名称
該教团的原名为耶路撒冷圣玛丽亚医院德意志兄弟骑士团（德語： 或 拉丁語：）。條頓（Theutonicorum）一詞反映了骑士团的德意志起源，在汉语和英语中也常以此词指代该骑士团。但與條頓人毫無關係。
在德语语境中，骑士团被称为德意志骑士团（德語：Deutscher Orden），歷史上也曾被称为德意志骑士团（德語：Deutscher Ritterorden 或 Deutschritterorden）、德意志领主团（德語：Deutschherrenorden）、玛丽亚的骑士（德語：Marienritter)、白袍领主团（德語：Die Herren im weißen Mantel）等。
在东北欧曾经和骑士团发生战争的国家，条顿骑士团被稱為十字骑士团（波蘭語：Zakon Krzyżacki）。
馬克思的一份手稿曾經將条顿騎士團描称为 Reitershunde——意思是“一大群騎士”，然而当他的书译介至俄国时，译者将這個短語從字面上翻譯為“狗騎士”（Псы-рыцари，来自 ），這在俄語中成為了一個普遍的、貶義的標籤。1938年謝爾蓋·愛森斯坦描述1241年冰湖之战的反德電影《亞歷山大·涅夫斯基》上映之後，此称呼变得更加流行起来。

## 历史
騎士團成立之前的兄弟會於1191年由來自不來梅和呂貝克的德意志商人在阿卡成立。在佔領阿卡後，他們接管了該市的一家醫院來照顧病人，並開始將自己描述為耶路撒冷德意志之家的聖瑪麗醫院。不久，教宗克萊孟三世批准了它，騎士團開始在Outremer（十字軍國家的總稱）中發揮重要作用，控制著阿卡的港口通行費。基督教軍隊在中東被擊敗後，騎士團於1211年移至特蘭西瓦尼亞，以幫助保衛匈牙利王國的東南邊界免受庫曼人的攻擊。1225年，匈牙利國王安德魯二世試圖在特蘭西瓦尼亞境內建立自己的國家，而教皇奧諾里烏斯三世的教皇詔書聲稱騎士團在特蘭西瓦尼亞的領土後，騎士團被武力驅逐。
1230年，里米尼的金玺诏书发布，大团长赫爾曼·馮·萨爾扎和馬索維亞公爵康拉德一世發起了普魯士十字軍東征，聯合入侵普魯士，旨在將波羅的海古普魯士人基督教化。騎士們迅速採取措施對抗他們的波蘭東道主，並在神聖羅馬帝國皇帝的支持下，將受波蘭公爵邀請的海烏姆諾地（也稱為齊米亞·切烏明斯卡或庫爾默蘭）的地位改變為他們自己的財產。從那裡開始，騎士團創建了獨立的條頓騎士團修道院國，不斷增加被征服的普魯士人的領土，隨後征服了利沃尼亞。隨著時間的推移，波蘭國王譴責騎士團沒收他們的土地，特別是库尔姆兰，以及後來的波美拉尼亞（波兰稱為波莫爾茲格但斯基）、庫亞維亞和多布岑兰的波蘭土地。
隨著立陶宛的基督教化，該骑士团在理論上失去了在歐洲的主要目的。然而它發起了許多針對其基督教鄰國波蘭王國、立陶宛大公國和諾夫哥羅德共和國的战斗（在吸收了利沃尼亞騎士團之後）。條頓騎士團擁有強大的經濟基礎，使他們能夠從歐洲各地僱傭僱傭軍來增加他們的封建徵召兵，他們也成為了波羅的海的重要海軍力量。1410年，一支波蘭-立陶宛軍隊在坦能堡戰役中決定性地擊敗了騎士團並破壞了其軍事實力。然而條頓騎士團的首都在隨後的馬爾堡圍攻中被成功保衛，因而免於崩潰。
1515年，神聖羅馬帝國皇帝馬克西米利安一世與波蘭立陶宛的齊格蒙特一世結為聯姻。此後，帝國不支持反對波蘭的命令。1525年，勃蘭登堡的阿爾布雷希特继任大团长，后辭職並皈依路德教，成為普魯士公爵，将普鲁士世俗化并成為波蘭的附庸。不久之後騎士團失去了利沃尼亞及其在德意志新教地區的財產。直到1809年拿破崙·波拿巴下令解散，騎士團失去了最後的世俗財產，騎士團確實保留了其在德意志天主教地區的大量財產。
然而騎士團作為一個慈善和儀式團體繼續存在。它於1938年被納粹德國取締，但在1945年重新建立，总部设置于维也纳。今天它主要在中歐開展慈善活動。
騎士們穿著帶有黑色十字架的白色外套。十字圖案有時被用作他們的徽章。此圖像後來被普魯士王國和德國用作軍事裝飾和徽章，例如鐵十字勳章、功勋勋章、德国国防军和现代德国军队的徽章。騎士團的座右銘是：“幫助、保衛、治愈”（德語：Helfen, Wehren, Heilen）

### 建立

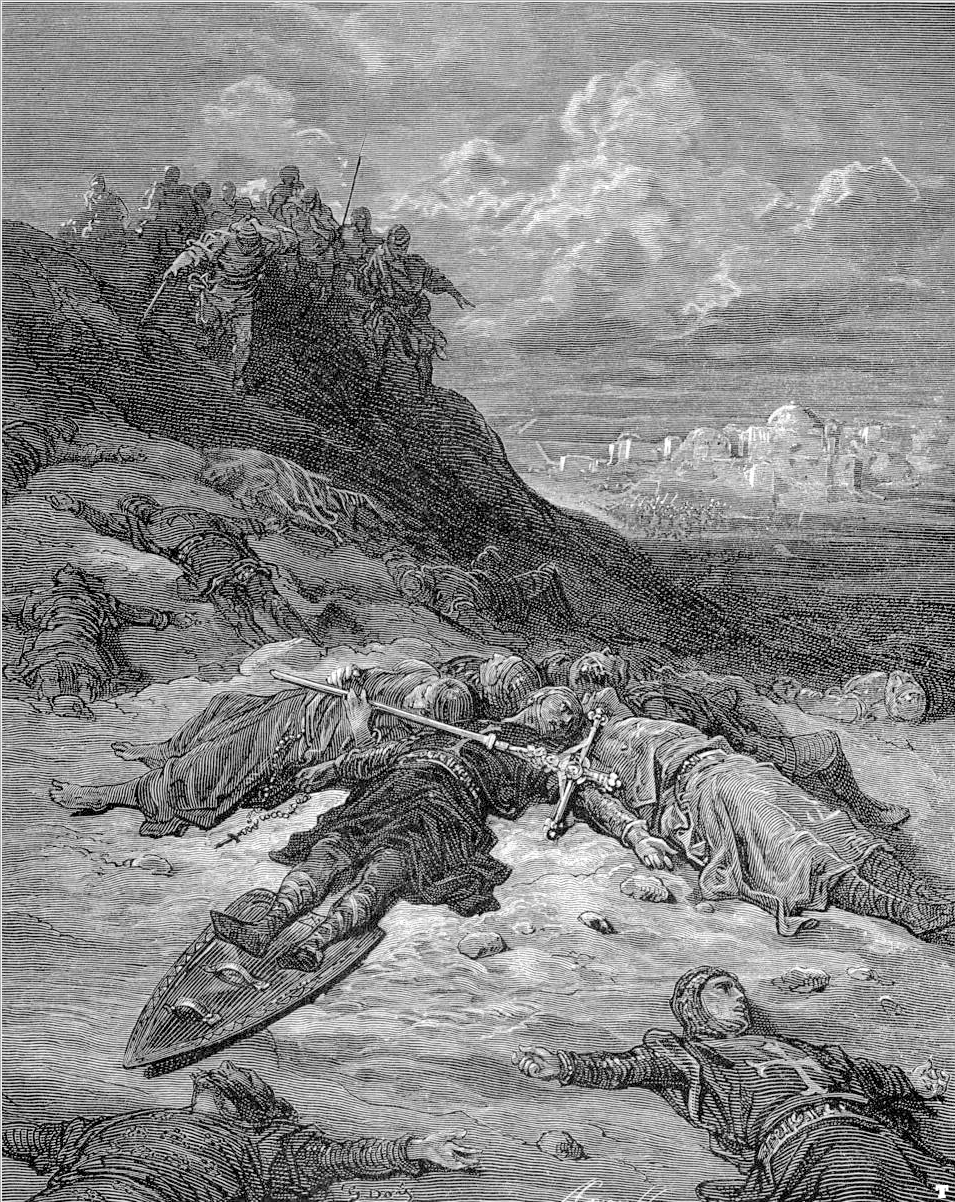
古斯塔夫·多雷名畫《德皇腓特烈之死》

第三次十字军东征（1189－1192年）期间，大批德意志骑士加入东征军队，希望霍亨施陶芬王朝的腓特烈一世率领他们取得胜利。 然而腓特烈一世不幸在一条小河中溺亡，抵达阿卡的德意志骑士群龙无首，饱受酷热与疾病所扰。常规的军事单位与医院骑士团不堪重负，患病的德意志人很难得到及时的救治。
在这种情况下，一些来自不来梅和吕贝克的十字军决定组建德意志人的医院修会，即“耶路撒冷圣玛利亚医院德意志兄弟骑士团”（拉丁語：Ordo domus Sanctae Mariae Theutonicorum Ierosolimitanorum）。1197年，修会成员决定为一些前线城堡提供驻防，因此他们请求教宗塞莱斯廷三世批准他们成为军事修会的请求。第二年，教宗颁发了新的特许状，条顿骑士团得以成立，阿卡成为骑士团总部，直至1291年被攻占。
1199年9月19日，教宗依诺增爵三世颁布训令，规定条顿骑士披和圣殿骑士一样的披风（白色披风，刺繡的紋章由聖殿騎士團的紅十字改為條頓騎士團的象徵黑十字），並执行和医院骑士团一样的团规。
条顿骑士团最初的势力很小，他们的领地与城堡大多来自其他领主的馈赠。1195年4月，香槟区的亨利伯爵赠提尔（今黎巴嫩境内）作为据点，1196年3月再赠其在雅法（今特拉维夫附近）的封邑；另有神聖羅馬帝國皇帝亨利六世在1197年赠送意大利和西西里的教堂、修道院和医院，逐渐在耶路撒冷地区形成势力。

### 发展

#### 地中海的困境
13世纪初，随着医院骑士团和圣殿骑士团对立加剧，医院骑士团拉拢条顿骑士团以对抗控制着耶路撒冷地区主要军事据点的圣殿骑士团，其间条顿骑士团从医院骑士团手中获贈马加特堡。
1210年，赫尔曼·冯·萨尔扎（c.1165-1239）担任条顿骑士团团长，条顿骑士团在其指挥下在耶路撒冷地区获得一定的胜利，并参与第五次十字军东征，进入埃及，但最后在曼苏拉战役（1221年8月30日）中惨败，赫爾曼·馮·萨爾扎与圣殿骑士团团长一同被俘。在赫爾曼·馮·萨爾扎担任团长期间，条顿骑士团获得教廷颁发的赎罪证（1216年2月18日），以及教宗何諾三世授予的113项特权（1221年1月9日）。

#### 在匈牙利的尝试

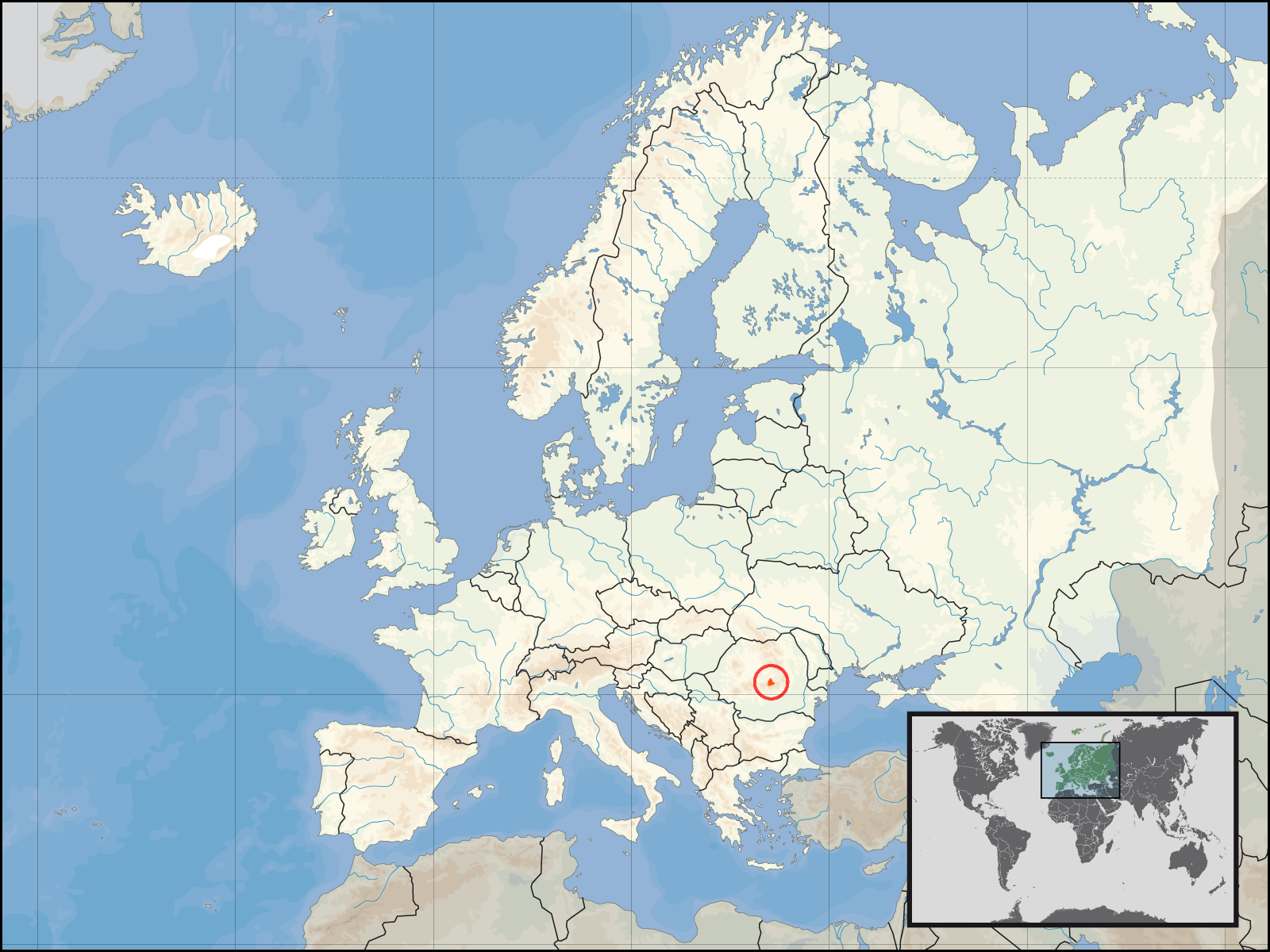
布岑蘭位於特蘭希瓦尼亞東南部，歷史上長期屬於匈牙利王國統治，直至一戰後歸屬羅馬尼亞。當地亦有相當的德裔人口，直至二戰後被全部驅逐

1211年，匈牙利的安德烈二世邀请条顿骑士团前往特兰西瓦尼亚帮助遏制库曼人的扩张，好让他可以专心参加十字军东征。安德烈二世承诺骑士团可以在特兰西瓦尼亚的布岑兰（Burzenland）定居，并且免除了骑士团许多税目。骑士团对这项新使命表现出了极大热情，到1220年条顿骑士团已经在这片土地上建立了5座城堡，并且拒绝与当地的贵族分享胜利果实，这引起了匈牙利贵族和教士们的不满与猜忌。
为了保护骑士团的既得利益，大团长赫爾曼·馮·萨爾扎向教宗提出请求，将骑士团的土地置于教廷保护之下，特兰西瓦尼亚的一部分实际上成为了教廷的采邑，原先支持骑士团的匈牙利国王也被激怒，下令将骑士团驱逐出境。

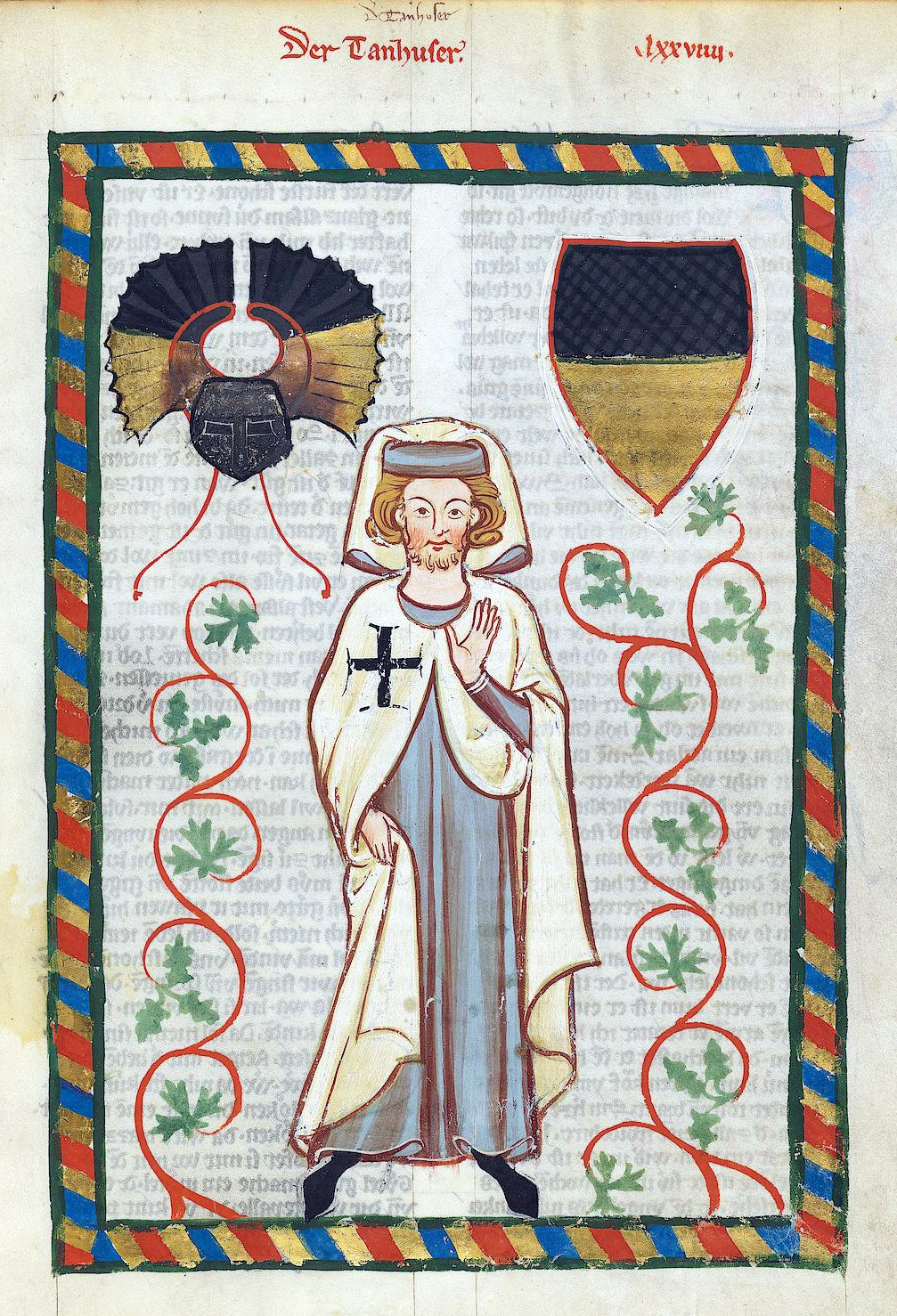
着条顿骑士团服的唐怀瑟，载于《馬內塞古抄本》

至此，骑士团在匈牙利的尝试以惨败告终。

#### 进军普鲁士

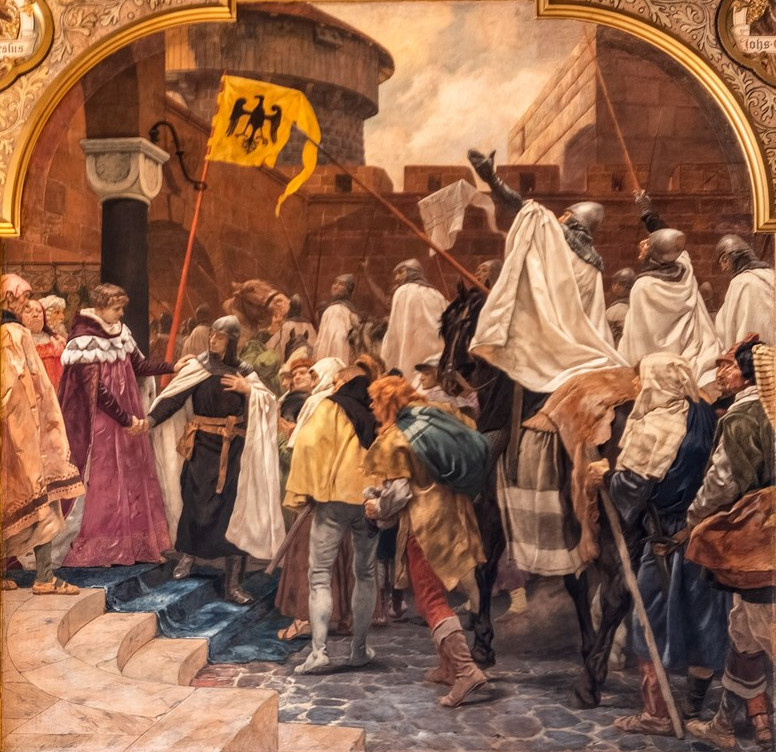
腓特烈二世准许骑士团进军普鲁士

在条顿骑士团离开匈牙利后，匈牙利不得不自己对抗东方游牧民族的威胁。1241年，鞑靼人大举入侵东欧，一路打至匈牙利并将时任匈牙利国王贝拉四世驱逐至奥地利大公国。匈牙利北部的波兰王国也损失惨重，无力防御游牧民族的侵略。
1226年，波兰东北部的马佐夫舍公爵康拉德一世请求骑士团帮助保卫他的边境并征讨波罗的海普鲁士地区的原住民（古普鲁士人），并允许骑士团驻扎在庫爾默蘭，这一事件也被认为是“北方十字军东征”的一部分。1226年，条顿骑士团与神聖羅馬帝國皇帝腓特烈二世达成协议，获得普鲁士境内的所有贵族特权。1234年，条顿骑士团赢得瑟格纳战役的胜利，教廷控制普鲁士全境，将之租借给条顿骑士团，但直到1285年，条顿骑士团才最终征服普鲁士，迫使普鲁士人改宗天主教。
為了彌補瘟疫造成的損失並取代部分滅絕的土著人口，騎士團鼓勵來自神聖羅馬帝國（主要是德意志人、佛蘭芒人和荷蘭人）和後來的馬祖里人馬索維亞（波蘭人）的移民。 這些人包括貴族、市民和農民，倖存的老普魯士人通過日耳曼化逐漸同化。 定居者在前普魯士定居點上建立了許多城鎮。 騎士團自己建造了許多城堡（奧登斯堡），在那裡它可以擊敗古普魯士人的起義，並繼續攻擊立陶宛大公國和波蘭王國，在14世紀，騎士團經常與之交戰 和15世紀。 騎士團建立的主要城鎮包括艾倫施泰因 (Olsztyn)、埃爾賓 (Elbląg)、梅梅尔 (Memel) 和柯尼斯堡 (Königsberg)，這些城鎮建於 1255 年，是為了紀念波希米亞國王奧托卡二世 (Otakar II)，位於被毀的普魯士定居點的遺址上。

### 崛起

#### 利沃尼亚

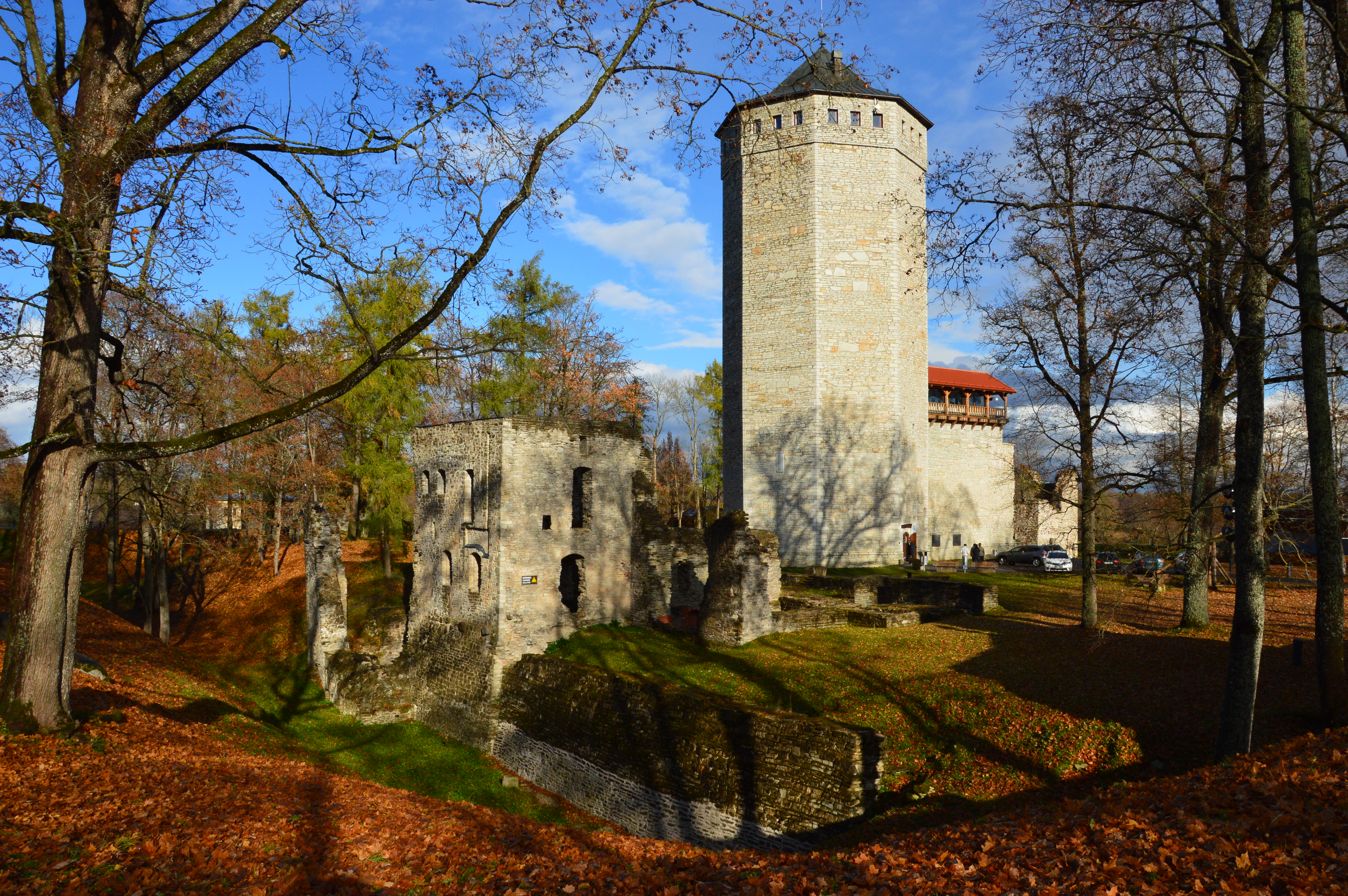
爱沙尼亚派德的条顿骑士团古堡

1237年條頓騎士團在索勒戰役中慘敗後，利沃尼亞寶劍兄弟團被條頓騎士團吸收。利沃尼亞分支隨後被稱為利沃尼亞騎士團。當騎士在1242年的冰河之戰中慘敗於諾夫哥羅德的亞歷山大·涅夫斯基亲王手中時，試圖向羅斯擴張的嘗試失敗了。在接下來的幾十年裡，騎士團專注於征服庫爾斯人和瑟米利亞人。1260年，它在杜爾貝戰役中與薩莫吉提亞人慘敗，引發了普魯士和利沃尼亞各地的叛亂。條頓騎士團在1262年至1265年的柯尼斯堡圍城戰中取得關鍵勝利後，戰爭達到了轉折點。庫爾斯人最終在1267年被征服，而塞米利亞人則在1290年被征服。騎士團在1343年至1345年鎮壓了一次重大的愛沙尼亞叛亂，並於1346年從丹麥手中購買了愛沙尼亞公國。

#### 立陶宛
在14世紀初，關於波梅里利亞公國繼承權的爭端使騎士團捲入了進一步的衝突。1306年，波蘭國王溫塞斯勞斯去世後，勃蘭登堡侯爵對公國提出了要求。波蘭的肘高大公瓦迪斯瓦夫一世也根據普熱梅斯瓦夫二世的繼承權要求公國，但遭到反對一些波美拉尼亞貴族。他們向勃蘭登堡請求幫助，勃蘭登堡隨後在1308年佔領了除格但斯克城堡外的整個波美瑞利亞。由於瓦迪斯瓦夫無法保衛格但斯克，當時由大团长齊格弗里德·馮·費希特旺根率領的條頓騎士團被要求驅逐勃蘭登堡人。

#### 对抗波兰

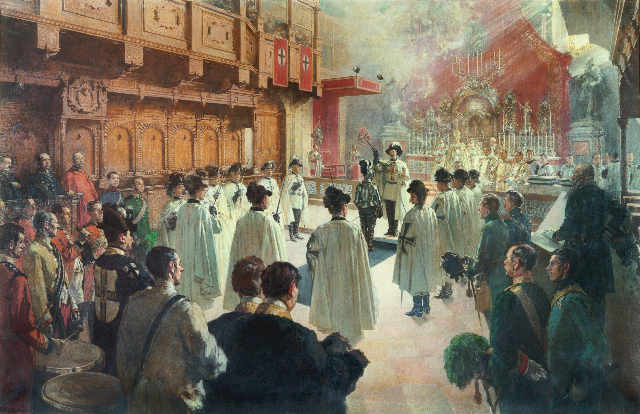
授予维克多·布斯·祖·瓦尔代克（Viktor Count Boos zu Waldeck）骑士爵位

1308年9月，普魯士领主海因里希·馮·普洛茨克(Heinrich von Plötzke)領導的騎士團將勃蘭登堡人逐出格但斯克，但隨後拒絕將該鎮讓給波蘭人，據一些消息來源稱，該鎮的居民遭到屠殺。儘管暴力的確切程度尚不清楚，但歷史學家普遍認為這是一個無法解開的謎團。估計範圍從該地區的政要和騎士編年史家報告的60名叛亂領導人到10,000名平民，這一數字在教皇詔書中被引用，用於懲罰該事件的騎士團的法律程序；法律糾紛持續了一段時間，但命令最終被免除了指控。在索爾丁條約中，條頓騎士團於1309年9月13日以10,000馬克的價格從侯爵手中購買了勃蘭登堡對格但斯克、希維切和特切夫城堡及其腹地的所謂宣稱。

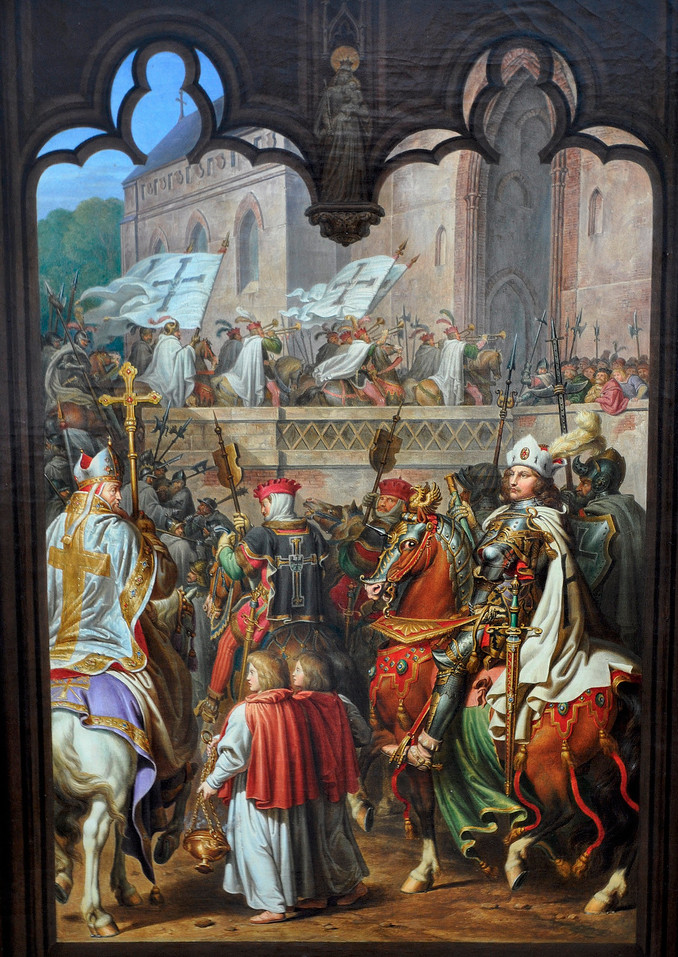
1309年9月14日，大团长齐格弗里德·冯·费希特旺根与他的骑士进入马尔堡城堡，这象征着骑士团的总部移驻至普鲁士

對波美瑞利亞的控制使騎士團能夠將他們的修道院國家與神聖羅馬帝國的邊界連接起來。十字軍的增援和補給可以從帝國領土西波美拉尼亚通過波美瑞利亞到達普魯士，而波蘭通往波羅的海的通道被封鎖。雖然波蘭主要是騎士的盟友，反對異教的普魯士人和立陶宛人，但對波美瑞利亞的佔領使這個王國變成了騎士團的堅定敵人。
格但斯克的佔領標誌著條頓騎士團歷史的一個新階段。1307年開始的對強大的聖殿騎士團的迫害和廢除令條頓騎士團感到擔憂，但對波莫瑞利亞的控制使他們能夠在1309年將總部從威尼斯搬到諾加特河上的馬爾堡，世俗權力無法觸及.普魯士蘭德梅斯特的職位與大团长的職位合併。教皇開始調查騎士的不當行為，但沒有發現任何指控有實質內容。隨著反對立陶宛人的運動，騎士們面臨著報復性的波蘭和來自教皇的法律威脅。
1343年的卡利茲條約結束了條頓騎士團與波蘭之間的公開戰爭。騎士團將庫亞維亞和多布津土地讓給波蘭，但將海烏姆諾土地和波梅雷利亞與格但斯克（日耳曼化為但澤（Danzig））保留了下來。

#### 势力的巅峰

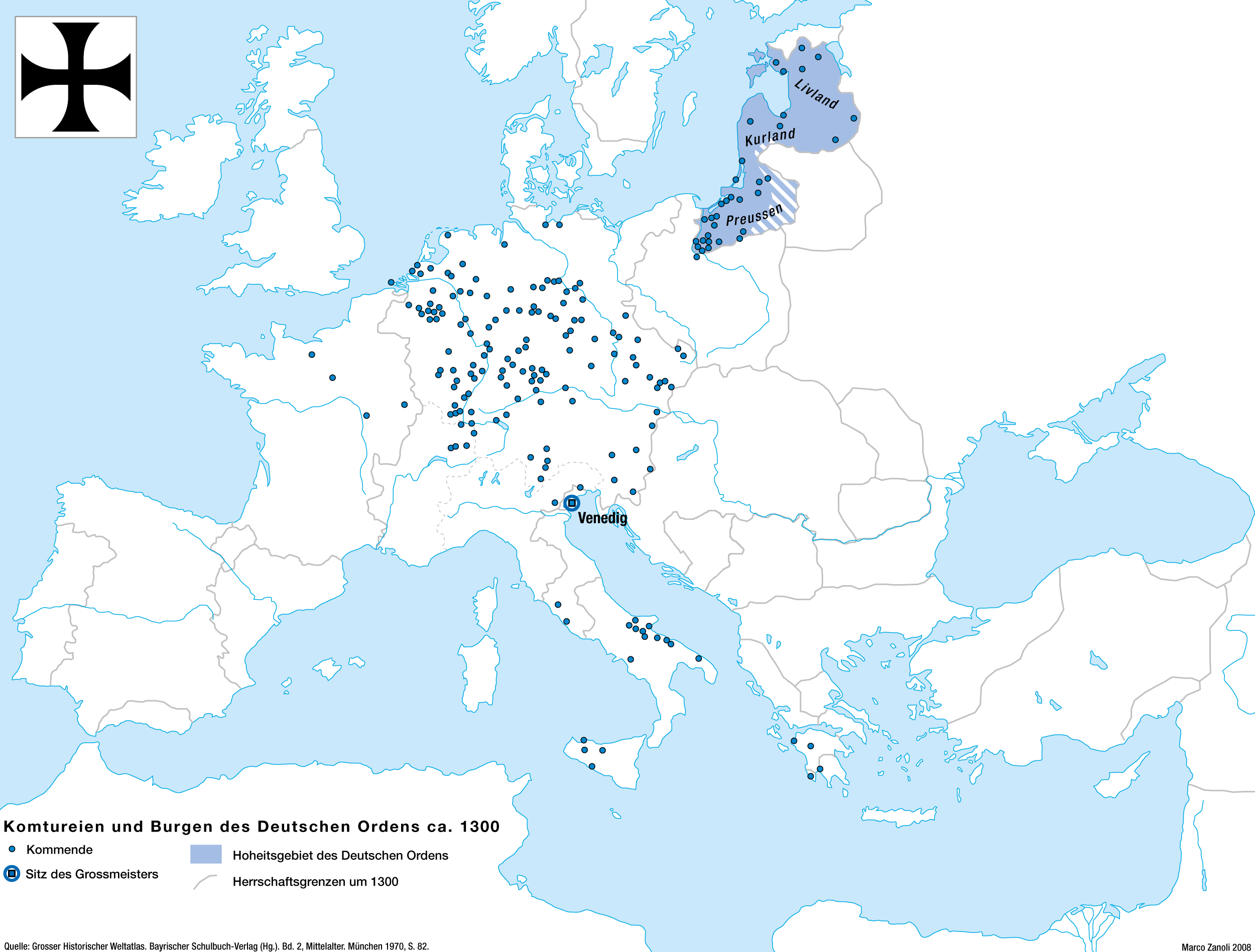
條頓騎士團於14世纪末極盛時的勢力範圍

1337年，皇帝路易四世授予騎士團征服所有立陶宛和俄羅斯的帝國特權。在大团长溫里希·馮·克尼普羅德（1351-1382年）統治期間，騎士團的國際聲望達到頂峰，並接待了眾多歐洲十字軍和貴族。
瑞典國王阿爾伯特將哥特蘭島割讓給騎士團作為保證（類似於封地），並理解他們將從波羅的海這個戰略島嶼基地消滅海盜海盜。1398年，大團長康拉德·馮·容金根率領的一支入侵部隊征服了該島，並將Victual兄弟趕出了哥特蘭島和波羅的海。
1386年，立陶宛大公雅蓋沃接受基督教洗禮，與波蘭王后雅德維加結婚，取名為瓦迪斯瓦夫二世雅蓋沃，成為波蘭國王。這在兩國之間建立了個人聯盟，並成為條頓騎士團的潛在強大對手。騎士團最初設法讓瓦迪斯瓦夫二世·雅蓋沃和他的堂兄維陶塔斯相互對抗，但當維陶塔斯開始懷疑騎士團計劃吞併他的部分領土時，這一策略失敗了。
雅蓋沃的洗禮開始了立陶宛正式皈依基督教的過程。儘管在普魯士和立陶宛正式成為基督教徒後，騎士團成立的理由就結束了，但騎士團與立陶宛和波蘭的爭執和戰爭仍在繼續。蜥蜴聯盟於1397年由普魯士貴族在庫爾姆創建，以反對騎士團的政策。
1407年，條頓騎士團達到了其最大的領土範圍，包括普魯士、波美拉尼亞、薩莫吉希亞、庫爾蘭、利沃尼亞、愛沙尼亞、哥特蘭、達戈、厄塞爾和诺伊馬克的土地，這些土地由勃蘭登堡在1402年典當。

### 衰落

#### 冰湖之战
1242年4月5日，1万2千名十字軍和条顿骑士团部队（包括丹麦和波罗的海沿岸各地的骑士和民兵）与亚历山大·涅夫斯基指挥的1万5千至1万7千人的诺夫哥罗德公國軍队展开楚德湖战役，条顿骑士团以重骑兵作为前锋和作战主力，其后是步兵，两翼和后方有重裝騎兵，俄军则以輕骑兵和装备弓箭、標槍的轻步兵配置在中央，诺夫哥罗德公國的精锐重裝步兵在两翼，亚历山大·涅夫斯基的亲卫队和贵族骑兵队作为预备队埋伏在左翼后侧。最终条顿骑士团的重裝骑兵由于行动不便以及冰层开裂等原因遭到惨败，损失超过1万人，再无能力向俄国腹地进军。楚德湖战役也被称作冰湖大战。
1291年5月18日，马穆鲁克苏丹国骑兵攻陷阿卡，大团长康拉德·馮·費希特旺根率领条顿骑士团总部迁往威尼斯。1320年，条顿骑士团团长在希腊南部摩里亚半岛被当地人杀死。
1346年，条顿骑士团从丹麦人手中夺取爱沙尼亚，控制了波罗的海东岸的全部出海口。

#### 第一次坦能堡战役

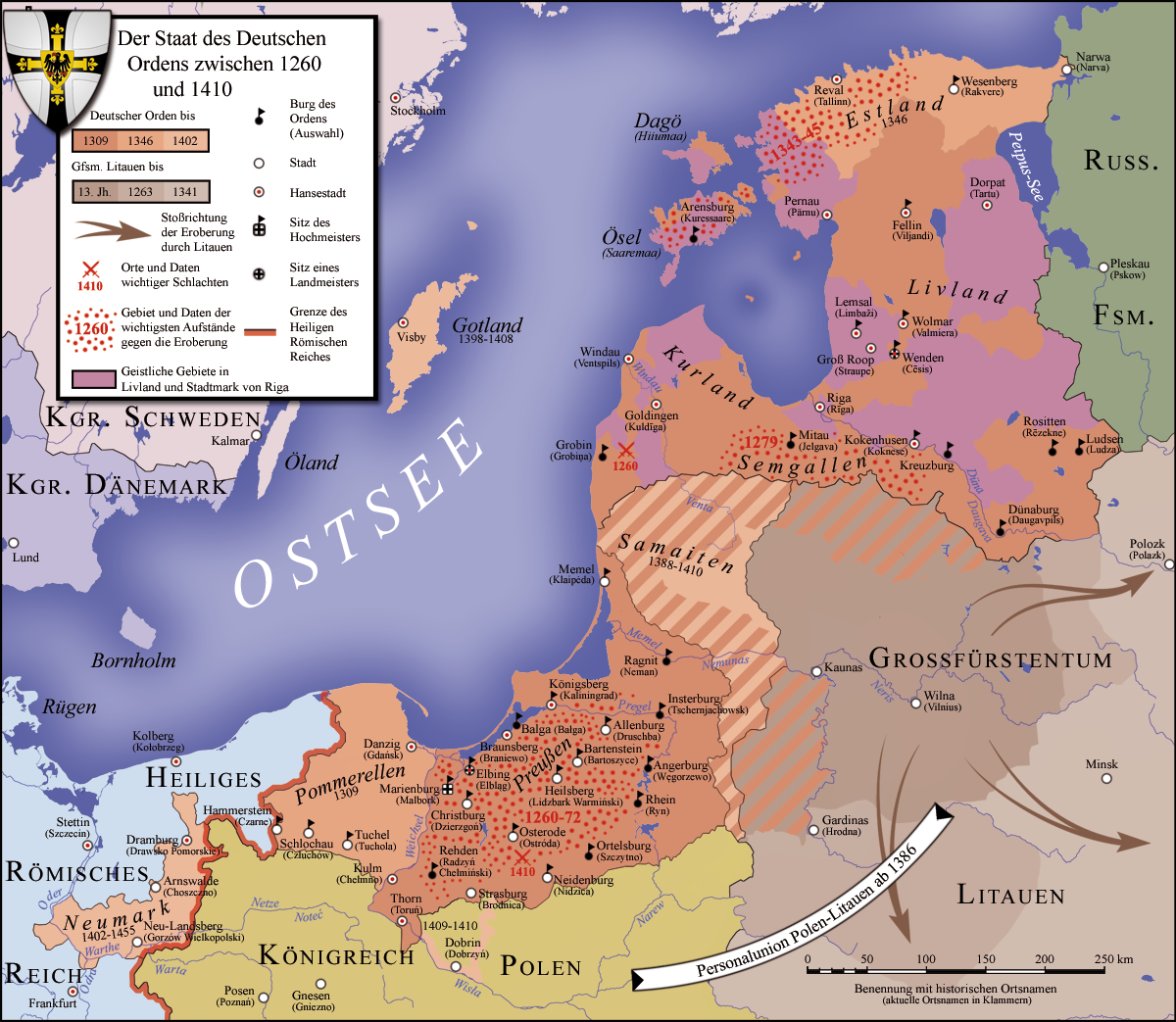
1410年的东北欧局势

1410年7月15日，条顿骑士团与波兰、立陶宛、俄罗斯联军展开格林瓦尔德战役，条顿骑士团败北，包括大团长乌尔里希·冯·容宁根在内的全部高级指挥官阵亡。1440年，普鲁士地区的乡绅和市民建立普魯士邦聯，1454年，它起來反對騎士團，要求波蘭國王卡齊米日四世將該地區併入波蘭王國，國王同意並在克拉科夫簽署了一項合併法案。1454年3月在克拉科夫成立時，該地區的市長、市民和代表宣誓效忠波蘭國王。這標誌著條頓騎士團和波蘭之間的十三年戰爭的開始。卡西米爾四世授權合併領土的主要城市鑄造波蘭硬幣。普魯士的大部分地區在戰爭中遭到破壞，在此期間，騎士團於1455年將诺伊馬克送回勃蘭登堡以籌集戰爭資金。由於馬林堡城堡被移交給僱傭軍以代替他們的報酬，並最終移交給波蘭，因此騎士團將其基地遷至桑比亞的柯尼斯堡。

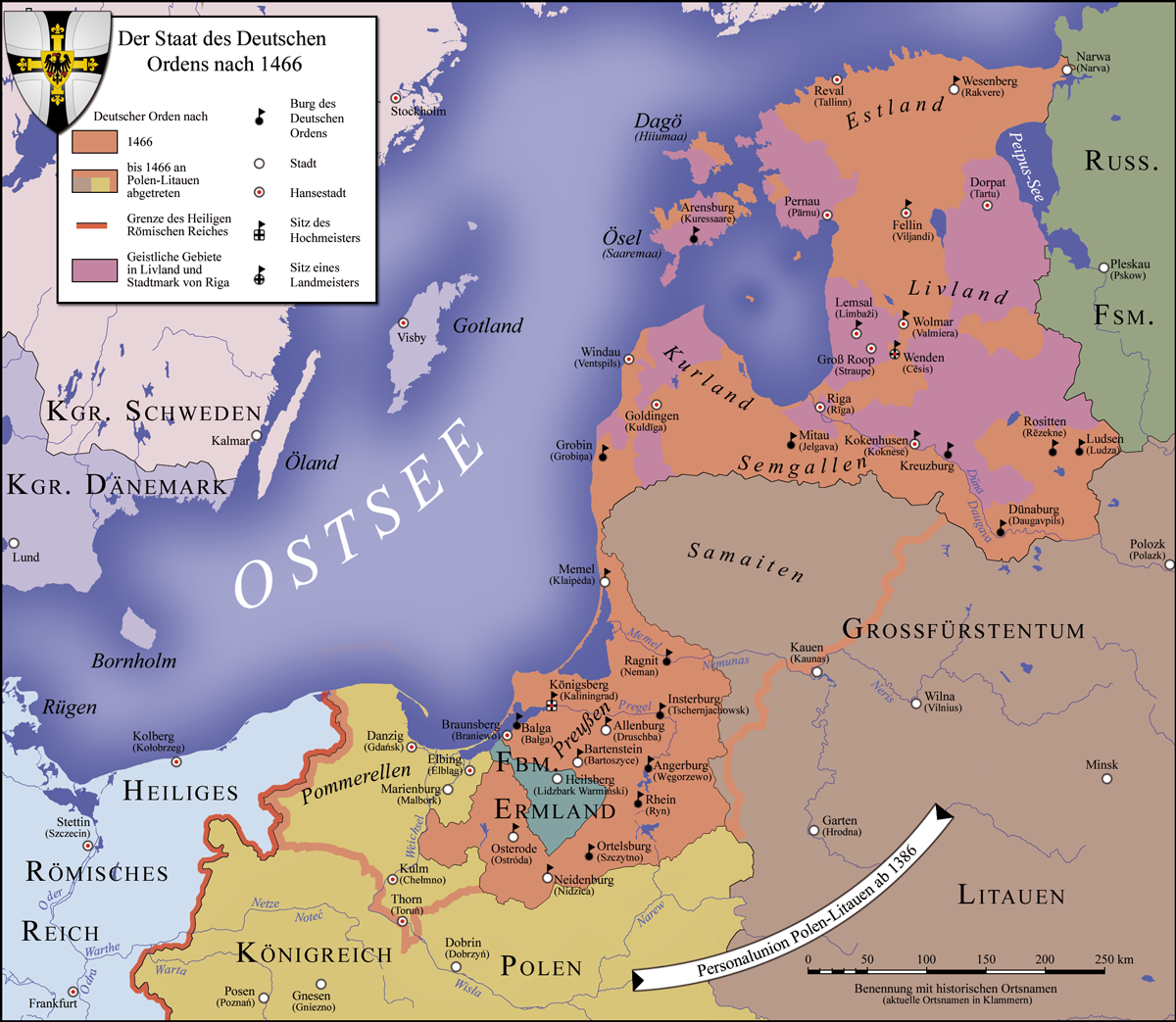
1466年的东北欧局势

1466年結束十三年戰爭的《第二次托倫和約》規定，騎士團除赔款600万葛羅琛以外，還要割讓西普魯士予波蘭王國。被擊敗的騎士團放棄了對格但斯克/東波美拉尼亞和海烏姆諾領地的任何權利要求，這些領土與波蘭重新合併以及埃尔宾（埃爾布隆格）和马林堡（馬爾堡）地區以及主教主教區瓦爾米亞也被認為是波蘭的一部分，同時保留了歷史悠久的普魯士的東部領土，但作為波蘭的封地和保護國，也被認為是“一個不可分割的”波蘭王國不可分割的一部分。從現在開始，每一個條頓騎士團的大團長都必須在上任六個月內宣誓效忠於在位的波蘭國王，大团长成為波蘭國王和波蘭王國的亲王和顾问。

#### 世俗改制
1512年，来自勃兰登堡霍亨索倫家族的阿尔布雷希特被选为条顿骑士团总团长，他是勃兰登堡选帝侯的近親。波蘭-條頓戰爭之後，當勃蘭登堡的阿爾伯特大團長於1525年皈依信義宗時，騎士團完全被普魯士趕下台。他將騎士團剩餘的普魯士領土世俗化，並繼承了他的叔叔西吉斯蒙德一世的國王，波蘭，普魯士公國作為波蘭王室的個人附庸的世襲權利，普魯士效忠。普魯士公爵保留了它的貨幣、法律和信仰。貴族不在下議院。
1525年，阿爾布雷希特宣布改信馬丁·路德的信義宗，从而切断了与骑士团名义上的宗主教宗的联系，随后宣布將騎士團領地改为普鲁士公国，阿尔布雷希特自任普鲁士公爵。儘管條頓騎士團失去了對其所有普魯士土地的控制權，但仍保留了其在神聖羅馬帝國和利沃尼亞境內的領土，儘管利沃尼亞分支保留了相當大的自治權。許多帝國財產在1524年至1525年的德意志農民戰爭中被毀，隨後被新教諸侯沒收。在利沃尼亞戰爭期間，利沃尼亞領土被鄰國瓜分；1561年，利沃尼亞大团长哥達·凱特勒將騎士團在利沃尼亞南部的屬地世俗化，創建了庫爾蘭公國，也是波蘭附庸。条顿骑士团在1525年失去普鲁士後，专注于他们在神圣罗马帝国的财产。由于他们没有连续的领土，他们开发了一个三层的行政系统：地产合并为由指挥官（Komtur）管理的指挥官。几个司令部合并形成一个由地区指挥官（Landkomtur）领导的辖区。条顿骑士团的所有财产都隶属于位于巴特梅根特海姆的大团长。
德意志有12个辖区：
- 图林根
- 奥尔登比森（在今比利时）
- 黑森
- 萨克森
- 威斯特法伦
- 弗兰肯
- 科布伦茨
- 阿尔萨斯-勃艮第
- 阿迪傑河之上（在今蒂罗尔）
- 乌特勒支
- 洛林
- 奥地利

在德意志本土之外是：
- 西西里
- 普利亚
- 伦巴第
- 波西米亚
- “罗马尼亚”（此罗马指东罗马，在今希腊）
- 亚美尼亚-塞浦路斯。

骑士团逐渐失去了对这些地产的控制权，直到1809年时，只剩下了梅根特海姆大团长的席位。
條頓騎士團分裂為三塊：普魯士騎士團和立窩尼亞騎士團迅速消亡，第三塊德意志騎士團在神聖羅馬帝國境內又活動了300年。1806年，神聖羅馬帝國解體；1809年，法國皇帝拿破崙解散作为军事组织的德意志騎士團。拿破崙倒台後，德意志騎士團再度復活, 但是被迫依附於哈布斯堡王朝而存在。

### 现代

#### 19世纪
天主教會繼續存在於奧地利帝國統治的各邦，拿破崙無法觸及。從1804年起，騎士團由哈布斯堡王朝的成員領導。
哈布斯堡王朝及其統治的奧地利、蒂羅爾、波希米亞和巴爾幹。1918年帝國的崩潰給騎士團帶來了毀滅性的危機。雖然在新的奧地利共和國，騎士團似乎有生存的希望，但在哈布斯堡領土的其他舊地區，人們傾向於將騎士團視為哈布斯堡家族的榮譽騎士勳章。這樣做的後果是有可能沒收騎士團的財產，作為哈布斯堡家族的財產。為了更清楚地區分，在1923年，當時的大团长、奧地利陸軍元帥、奧地利大公、哈布斯堡王朝成員、第一次世界大戰前和第一次世界大戰期間的現役陸軍指揮官歐根擁有一個騎士團的牧師諾伯特·克萊因在當時的布爾諾主教選舉了他的助理，然後退位，讓主教成為騎士團的高級大團長。

#### 20世纪
由於這一舉措，到1928年，現已獨立的前哈布斯堡地區都承認這個修會是一個天主教教團。教團本身引入了一項新規則，該規則由教宗庇護十一世於1929年批准，根據該規則，該教團的政府在未來將由教團的一名教士掌握，其所屬省份也是如此，而婦女修會將有女性上司。1936年，女性修會的狀況得到進一步澄清，修女會被授予修女會最高管理者作為最高主持，修女會在修女會的總章中也有代表。
這完成了將條頓騎士團的天主教會中剩餘的東西轉變為現在更名為Deutscher Orden（“德意志教团”）的天主教宗教修會。
這種重組和精神轉變的充滿希望的開端受到了德國在國家社會主義政權下擴張實力的嚴重打擊。在1938年奧地利被德國吞併之後，同樣在1939年捷克土地被吞併後，條頓騎士團在整個大德意志帝國被压制，直到德國戰敗。這並沒有阻止國家社會主義者將中世紀條頓騎士的形象用於宣傳目的。

#### 二战后

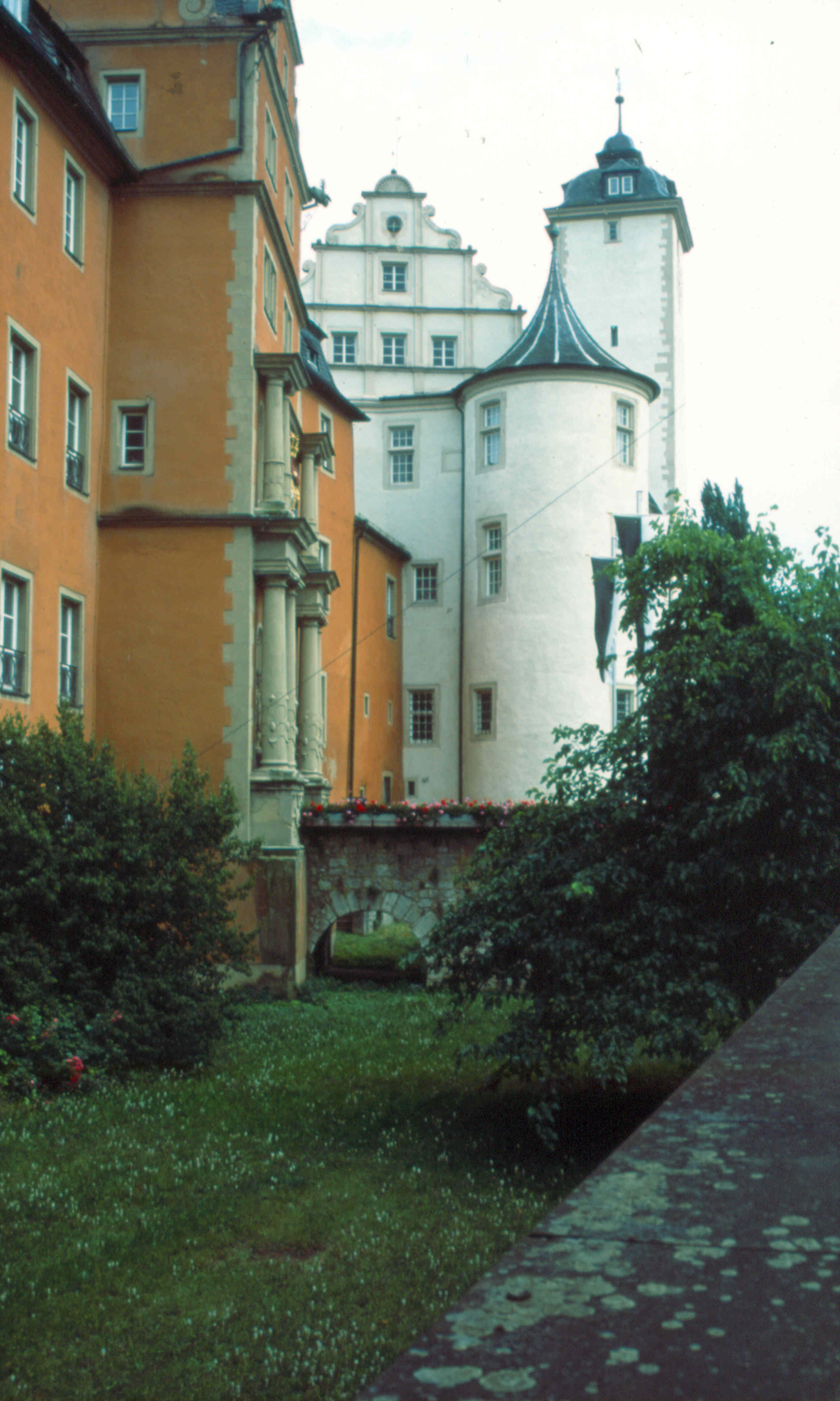
巴特梅根特海姆的条顿骑士团城堡

意大利的法西斯統治自第一次世界大戰結束以后吞并了南蒂羅爾，這並不是一個有利的環境，但在二战的敵對行動結束後，一個現在民主的意大利提供了正常化的條件，1947年奧地利合法地廢除了採取的措施違反命令並恢復沒收的財產。儘管受到南斯拉夫和捷克斯洛伐克共產主義政權的阻撓，騎士團現在大體上能夠根據其傳統元素開展活動，包括照顧病人、老人和兒童，包括從事教育工作，在教區和自己的內部學習場所。1957年，羅馬教廷總檢察長在羅馬建立了一個住所，作為朝聖者宿舍。捷克斯洛伐克的情況逐漸好轉，與此同時，一些騎士團成員的被迫流放導致騎士團在德國重新建立了一些適度但具有歷史意義的基礎。尤其是姐妹們，獲得了幾個立足點，包括專門學校和對窮人的照顧，1953年，帕紹的奧古斯丁教規聖尼古拉故居成為姐妹之家。儘管以1929年改革規則為代表的重建已將騎士等類別擱置一旁，但隨著時間的推移，外行人自發地參與騎士團的使徒工作，導致他們以現代化的形式複興，這一發展由教宗保祿六世於1965年正式確立。
官方名稱為“耶路撒冷德意志聖瑪利亞之家的兄弟會”，儘管自成一格，但今天的騎士團無疑是一個天主教宗教團體。它的生活和活動的各種特徵讓人想起僧侶和乞丐的特徵。其核心是從事莊嚴宗教職業的教士，以及從事永久簡單職業的平信徒兄弟。修會也是修女會的一部分，在她們自己的結構內擁有內部自治政府，但在修會的總章中有代表。他們的終極上司是最高統帥。大約100名天主教神父和200名修女分為五個省，即奧地利、南蒂羅爾-意大利、斯洛文尼亞、德國、捷克-斯洛伐克。修士主要提供精神指導，而修女主要照顧病人和老人。許多神父關心德語社區。

## 组织

### 结构架设
|                                                                |                                                                |                                                                |                                                                |                                                                |                                                                |                                                    |                                                    |                                                                |                                                                |                                                                |                                                                | 教团总议会 Generalkapitel                                      |                                                                |                        |                        |                                             |                                             |                                             |                                             |                                             |                                             |                                                         |                                                         |                                                         |                                                         |                                                         |                                                         |                                             |                                             |                                        |                                        |                                            |                                            |                                            |                                            |                                            |                                            |                       |                       |                       |                       |  |  |  |  |  |  |  |  |  |  |  |  |  |  |  |  |  |  |  |  |  |  |  |  |
|                                                                |                                                                |                                                                |                                                                |                                                                |                                                                |                                                    |                                                    |                                                                |                                                                |                                                                |                                                                |                                                                |                                                                |                        |                        |                                             |                                             |                                             |                                             |                                             |                                             |                                                         |                                                         |                                                         |                                                         |                                                         |                                                         |                                             |                                             |                                        |                                        |                                            |                                            |                                            |                                            |                                            |                                            |                       |                       |                       |                       |  |  |  |  |  |  |  |  |  |  |  |  |  |  |  |  |  |  |  |  |  |  |  |  |
|                                                                |                                                                |                                                                |                                                                | 政務會委員 Ratsgebietiger                                      | 政務會委員 Ratsgebietiger                                      | 政務會委員 Ratsgebietiger                          | 政務會委員 Ratsgebietiger                          | 政務會委員 Ratsgebietiger                                      | 政務會委員 Ratsgebietiger                                      |                                                                |                                                                | 大团长 Hochmeister                                             | 大团长 Hochmeister                                             | 大团长 Hochmeister     | 大团长 Hochmeister     | 大团长 Hochmeister                          | 大团长 Hochmeister                          |                                             |                                             | 大团长助理团 Kanzlei des Hochmeisters       | 大团长助理团 Kanzlei des Hochmeisters       | 大团长助理团 Kanzlei des Hochmeisters                   | 大团长助理团 Kanzlei des Hochmeisters                   | 大团长助理团 Kanzlei des Hochmeisters                   | 大团长助理团 Kanzlei des Hochmeisters                   |                                                         |                                                         |                                             |                                             |                                        |                                        |                                            |                                            |                                            |                                            |                                            |                                            |                       |                       |                       |                       |  |  |  |  |  |  |  |  |  |  |  |  |  |  |  |  |  |  |  |  |  |  |  |  |
|                                                                |                                                                |                                                                |                                                                | 政務會委員 Ratsgebietiger                                      | 政務會委員 Ratsgebietiger                                      | 政務會委員 Ratsgebietiger                          | 政務會委員 Ratsgebietiger                          | 政務會委員 Ratsgebietiger                                      | 政務會委員 Ratsgebietiger                                      |                                                                |                                                                | 大团长 Hochmeister                                             | 大团长 Hochmeister                                             | 大团长 Hochmeister     | 大团长 Hochmeister     | 大团长 Hochmeister                          | 大团长 Hochmeister                          |                                             |                                             | 大团长助理团 Kanzlei des Hochmeisters       | 大团长助理团 Kanzlei des Hochmeisters       | 大团长助理团 Kanzlei des Hochmeisters                   | 大团长助理团 Kanzlei des Hochmeisters                   | 大团长助理团 Kanzlei des Hochmeisters                   | 大团长助理团 Kanzlei des Hochmeisters                   |                                                         |                                                         |                                             |                                             |                                        |                                        |                                            |                                            |                                            |                                            |                                            |                                            |                       |                       |                       |                       |  |  |  |  |  |  |  |  |  |  |  |  |  |  |  |  |  |  |  |  |  |  |  |  |
|                                                                |                                                                |                                                                |                                                                |                                                                |                                                                |                                                    |                                                    |                                                                |                                                                |                                                                |                                                                |                                                                |                                                                |                        |                        |                                             |                                             |                                             |                                             |                                             |                                             |                                                         |                                                         |                                                         |                                                         |                                                         |                                                         |                                             |                                             |                                        |                                        |                                            |                                            |                                            |                                            |                                            |                                            |                       |                       |                       |                       |  |  |  |  |  |  |  |  |  |  |  |  |  |  |  |  |  |  |  |  |  |  |  |  |
|                                                                |                                                                |                                                                |                                                                |                                                                |                                                                |                                                    |                                                    |                                                                |                                                                |                                                                |                                                                |                                                                |                                                                |                        |                        |                                             |                                             |                                             |                                             |                                             |                                             |                                                         |                                                         |                                                         |                                                         |                                                         |                                                         |                                             |                                             |                                        |                                        |                                            |                                            |                                            |                                            |                                            |                                            |                       |                       |                       |                       |  |  |  |  |  |  |  |  |  |  |  |  |  |  |  |  |  |  |  |  |  |  |  |  |
| 总指挥官 Großkomtur (Magnus Commendator)                       | 总指挥官 Großkomtur (Magnus Commendator)                       | 总指挥官 Großkomtur (Magnus Commendator)                       | 总指挥官 Großkomtur (Magnus Commendator)                       | 总指挥官 Großkomtur (Magnus Commendator)                       | 总指挥官 Großkomtur (Magnus Commendator)                       |                                                    |                                                    | 大元帅 Ordensmarschall (Summus Marescalcus)                    | 大元帅 Ordensmarschall (Summus Marescalcus)                    | 大元帅 Ordensmarschall (Summus Marescalcus)                    | 大元帅 Ordensmarschall (Summus Marescalcus)                    | 大元帅 Ordensmarschall (Summus Marescalcus)                    | 大元帅 Ordensmarschall (Summus Marescalcus)                    |                        |                        | 大医师 Großspittler (Summus Hospitalarius)  | 大医师 Großspittler (Summus Hospitalarius)  | 大医师 Großspittler (Summus Hospitalarius)  | 大医师 Großspittler (Summus Hospitalarius)  | 大医师 Großspittler (Summus Hospitalarius)  | 大医师 Großspittler (Summus Hospitalarius)  |                                                         |                                                         | 大司库 Ordenstressler (Summus Thesaurarius)             | 大司库 Ordenstressler (Summus Thesaurarius)             | 大司库 Ordenstressler (Summus Thesaurarius)             | 大司库 Ordenstressler (Summus Thesaurarius)             | 大司库 Ordenstressler (Summus Thesaurarius) | 大司库 Ordenstressler (Summus Thesaurarius) |                                        |                                        | 大司马 Ordenstrappier (Summus Trappearius) | 大司马 Ordenstrappier (Summus Trappearius) | 大司马 Ordenstrappier (Summus Trappearius) | 大司马 Ordenstrappier (Summus Trappearius) | 大司马 Ordenstrappier (Summus Trappearius) | 大司马 Ordenstrappier (Summus Trappearius) |                       |                       |                       |                       |  |  |  |  |  |  |  |  |  |  |  |  |  |  |  |  |  |  |  |  |  |  |  |  |
| 总指挥官 Großkomtur (Magnus Commendator)                       | 总指挥官 Großkomtur (Magnus Commendator)                       | 总指挥官 Großkomtur (Magnus Commendator)                       | 总指挥官 Großkomtur (Magnus Commendator)                       | 总指挥官 Großkomtur (Magnus Commendator)                       | 总指挥官 Großkomtur (Magnus Commendator)                       |                                                    |                                                    | 大元帅 Ordensmarschall (Summus Marescalcus)                    | 大元帅 Ordensmarschall (Summus Marescalcus)                    | 大元帅 Ordensmarschall (Summus Marescalcus)                    | 大元帅 Ordensmarschall (Summus Marescalcus)                    | 大元帅 Ordensmarschall (Summus Marescalcus)                    | 大元帅 Ordensmarschall (Summus Marescalcus)                    |                        |                        | 大医师 Großspittler (Summus Hospitalarius)  | 大医师 Großspittler (Summus Hospitalarius)  | 大医师 Großspittler (Summus Hospitalarius)  | 大医师 Großspittler (Summus Hospitalarius)  | 大医师 Großspittler (Summus Hospitalarius)  | 大医师 Großspittler (Summus Hospitalarius)  |                                                         |                                                         | 大司库 Ordenstressler (Summus Thesaurarius)             | 大司库 Ordenstressler (Summus Thesaurarius)             | 大司库 Ordenstressler (Summus Thesaurarius)             | 大司库 Ordenstressler (Summus Thesaurarius)             | 大司库 Ordenstressler (Summus Thesaurarius) | 大司库 Ordenstressler (Summus Thesaurarius) |                                        |                                        | 大司马 Ordenstrappier (Summus Trappearius) | 大司马 Ordenstrappier (Summus Trappearius) | 大司马 Ordenstrappier (Summus Trappearius) | 大司马 Ordenstrappier (Summus Trappearius) | 大司马 Ordenstrappier (Summus Trappearius) | 大司马 Ordenstrappier (Summus Trappearius) |                       |                       |                       |                       |  |  |  |  |  |  |  |  |  |  |  |  |  |  |  |  |  |  |  |  |  |  |  |  |
|                                                                |                                                                |                                                                |                                                                |                                                                |                                                                |                                                    |                                                    |                                                                |                                                                |                                                                |                                                                |                                                                |                                                                |                        |                        |                                             |                                             |                                             |                                             |                                             |                                             |                                                         |                                                         |                                                         |                                                         |                                                         |                                                         |                                             |                                             |                                        |                                        |                                            |                                            |                                            |                                            |                                            |                                            |                       |                       |                       |                       |  |  |  |  |  |  |  |  |  |  |  |  |  |  |  |  |  |  |  |  |  |  |  |  |
|                                                                |                                                                |                                                                |                                                                |                                                                |                                                                |                                                    |                                                    |                                                                |                                                                |                                                                |                                                                |                                                                |                                                                |                        |                        |                                             |                                             |                                             |                                             |                                             |                                             |                                                         |                                                         |                                                         |                                                         |                                                         |                                                         |                                             |                                             |                                        |                                        |                                            |                                            |                                            |                                            |                                            |                                            |                       |                       |                       |                       |  |  |  |  |  |  |  |  |  |  |  |  |  |  |  |  |  |  |  |  |  |  |  |  |
|                                                                |                                                                |                                                                |                                                                |                                                                |                                                                |                                                    |                                                    |                                                                |                                                                |                                                                |                                                                |                                                                |                                                                |                        |                        |                                             |                                             |                                             |                                             |                                             |                                             |                                                         |                                                         |                                                         |                                                         |                                                         |                                                         |                                             |                                             |                                        |                                        |                                            |                                            |                                            |                                            |                                            |                                            |                       |                       |                       |                       |  |  |  |  |  |  |  |  |  |  |  |  |  |  |  |  |  |  |  |  |  |  |  |  |
|                                                                |                                                                |                                                                |                                                                |                                                                |                                                                |                                                    |                                                    | 总头目 (马尔堡) Großschäffer (Marienburg)                      | 总头目 (马尔堡) Großschäffer (Marienburg)                      | 总头目 (马尔堡) Großschäffer (Marienburg)                      | 总头目 (马尔堡) Großschäffer (Marienburg)                      | 总头目 (马尔堡) Großschäffer (Marienburg)                      | 总头目 (马尔堡) Großschäffer (Marienburg)                      |                        |                        | 总头目 (哥尼斯堡) Großschäffer (Königsberg) | 总头目 (哥尼斯堡) Großschäffer (Königsberg) | 总头目 (哥尼斯堡) Großschäffer (Königsberg) | 总头目 (哥尼斯堡) Großschäffer (Königsberg) | 总头目 (哥尼斯堡) Großschäffer (Königsberg) | 总头目 (哥尼斯堡) Großschäffer (Königsberg) |                                                         |                                                         |                                                         |                                                         |                                                         |                                                         |                                             |                                             |                                        |                                        |                                            |                                            |                                            |                                            |                                            |                                            |                       |                       |                       |                       |  |  |  |  |  |  |  |  |  |  |  |  |  |  |  |  |  |  |  |  |  |  |  |  |
|                                                                |                                                                |                                                                |                                                                |                                                                |                                                                |                                                    |                                                    | 总头目 (马尔堡) Großschäffer (Marienburg)                      | 总头目 (马尔堡) Großschäffer (Marienburg)                      | 总头目 (马尔堡) Großschäffer (Marienburg)                      | 总头目 (马尔堡) Großschäffer (Marienburg)                      | 总头目 (马尔堡) Großschäffer (Marienburg)                      | 总头目 (马尔堡) Großschäffer (Marienburg)                      |                        |                        | 总头目 (哥尼斯堡) Großschäffer (Königsberg) | 总头目 (哥尼斯堡) Großschäffer (Königsberg) | 总头目 (哥尼斯堡) Großschäffer (Königsberg) | 总头目 (哥尼斯堡) Großschäffer (Königsberg) | 总头目 (哥尼斯堡) Großschäffer (Königsberg) | 总头目 (哥尼斯堡) Großschäffer (Königsberg) |                                                         |                                                         |                                                         |                                                         |                                                         |                                                         |                                             |                                             |                                        |                                        |                                            |                                            |                                            |                                            |                                            |                                            |                       |                       |                       |                       |  |  |  |  |  |  |  |  |  |  |  |  |  |  |  |  |  |  |  |  |  |  |  |  |
|                                                                |                                                                |                                                                |                                                                |                                                                |                                                                |                                                    |                                                    |                                                                |                                                                |                                                                |                                                                |                                                                |                                                                |                        |                        |                                             |                                             |                                             |                                             |                                             |                                             |                                                         |                                                         |                                                         |                                                         |                                                         |                                                         |                                             |                                             |                                        |                                        |                                            |                                            |                                            |                                            |                                            |                                            |                       |                       |                       |                       |  |  |  |  |  |  |  |  |  |  |  |  |  |  |  |  |  |  |  |  |  |  |  |  |
|                                                                |                                                                |                                                                |                                                                |                                                                |                                                                |                                                    |                                                    |                                                                |                                                                |                                                                |                                                                |                                                                |                                                                |                        |                        |                                             |                                             |                                             |                                             |                                             |                                             |                                                         |                                                         |                                                         |                                                         |                                                         |                                                         |                                             |                                             |                                        |                                        |                                            |                                            |                                            |                                            |                                            |                                            |                       |                       |                       |                       |  |  |  |  |  |  |  |  |  |  |  |  |  |  |  |  |  |  |  |  |  |  |  |  |
|                                                                |                                                                |                                                                |                                                                |                                                                |                                                                |                                                    |                                                    | 指挥官 (普鲁士地区) Komtur (Preußen)                           | 指挥官 (普鲁士地区) Komtur (Preußen)                           | 指挥官 (普鲁士地区) Komtur (Preußen)                           | 指挥官 (普鲁士地区) Komtur (Preußen)                           | 指挥官 (普鲁士地区) Komtur (Preußen)                           | 指挥官 (普鲁士地区) Komtur (Preußen)                           |                        |                        | 指挥官 (普鲁士地区) Komtur (Preußen)        | 指挥官 (普鲁士地区) Komtur (Preußen)        | 指挥官 (普鲁士地区) Komtur (Preußen)        | 指挥官 (普鲁士地区) Komtur (Preußen)        | 指挥官 (普鲁士地区) Komtur (Preußen)        | 指挥官 (普鲁士地区) Komtur (Preußen)        |                                                         |                                                         |                                                         |                                                         |                                                         |                                                         |                                             |                                             |                                        |                                        |                                            |                                            |                                            |                                            |                                            |                                            |                       |                       |                       |                       |  |  |  |  |  |  |  |  |  |  |  |  |  |  |  |  |  |  |  |  |  |  |  |  |
|                                                                |                                                                |                                                                |                                                                |                                                                |                                                                |                                                    |                                                    | 指挥官 (普鲁士地区) Komtur (Preußen)                           | 指挥官 (普鲁士地区) Komtur (Preußen)                           | 指挥官 (普鲁士地区) Komtur (Preußen)                           | 指挥官 (普鲁士地区) Komtur (Preußen)                           | 指挥官 (普鲁士地区) Komtur (Preußen)                           | 指挥官 (普鲁士地区) Komtur (Preußen)                           |                        |                        | 指挥官 (普鲁士地区) Komtur (Preußen)        | 指挥官 (普鲁士地区) Komtur (Preußen)        | 指挥官 (普鲁士地区) Komtur (Preußen)        | 指挥官 (普鲁士地区) Komtur (Preußen)        | 指挥官 (普鲁士地区) Komtur (Preußen)        | 指挥官 (普鲁士地区) Komtur (Preußen)        |                                                         |                                                         |                                                         |                                                         |                                                         |                                                         |                                             |                                             |                                        |                                        |                                            |                                            |                                            |                                            |                                            |                                            |                       |                       |                       |                       |  |  |  |  |  |  |  |  |  |  |  |  |  |  |  |  |  |  |  |  |  |  |  |  |
|                                                                |                                                                | 日耳曼尼亚团长 Deutschmeister (Magister Germaniae)             | 日耳曼尼亚团长 Deutschmeister (Magister Germaniae)             | 日耳曼尼亚团长 Deutschmeister (Magister Germaniae)             | 日耳曼尼亚团长 Deutschmeister (Magister Germaniae)             | 日耳曼尼亚团长 Deutschmeister (Magister Germaniae) | 日耳曼尼亚团长 Deutschmeister (Magister Germaniae) |                                                                |                                                                |                                                                |                                                                |                                                                |                                                                |                        |                        |                                             |                                             |                                             |                                             |                                             |                                             | 利沃尼亚团长 Landmeister in Livland (Magister Livoniae) | 利沃尼亚团长 Landmeister in Livland (Magister Livoniae) | 利沃尼亚团长 Landmeister in Livland (Magister Livoniae) | 利沃尼亚团长 Landmeister in Livland (Magister Livoniae) | 利沃尼亚团长 Landmeister in Livland (Magister Livoniae) | 利沃尼亚团长 Landmeister in Livland (Magister Livoniae) |                                             |                                             |                                        |                                        |                                            |                                            |                                            |                                            |                                            |                                            |                       |                       |                       |                       |  |  |  |  |  |  |  |  |  |  |  |  |  |  |  |  |  |  |  |  |  |  |  |  |
|                                                                |                                                                | 日耳曼尼亚团长 Deutschmeister (Magister Germaniae)             | 日耳曼尼亚团长 Deutschmeister (Magister Germaniae)             | 日耳曼尼亚团长 Deutschmeister (Magister Germaniae)             | 日耳曼尼亚团长 Deutschmeister (Magister Germaniae)             | 日耳曼尼亚团长 Deutschmeister (Magister Germaniae) | 日耳曼尼亚团长 Deutschmeister (Magister Germaniae) |                                                                |                                                                |                                                                |                                                                |                                                                |                                                                |                        |                        |                                             |                                             |                                             |                                             |                                             |                                             | 利沃尼亚团长 Landmeister in Livland (Magister Livoniae) | 利沃尼亚团长 Landmeister in Livland (Magister Livoniae) | 利沃尼亚团长 Landmeister in Livland (Magister Livoniae) | 利沃尼亚团长 Landmeister in Livland (Magister Livoniae) | 利沃尼亚团长 Landmeister in Livland (Magister Livoniae) | 利沃尼亚团长 Landmeister in Livland (Magister Livoniae) |                                             |                                             |                                        |                                        |                                            |                                            |                                            |                                            |                                            |                                            |                       |                       |                       |                       |  |  |  |  |  |  |  |  |  |  |  |  |  |  |  |  |  |  |  |  |  |  |  |  |
|                                                                |                                                                |                                                                |                                                                |                                                                |                                                                |                                                    |                                                    |                                                                |                                                                |                                                                |                                                                |                                                                |                                                                |                        |                        |                                             |                                             |                                             |                                             |                                             |                                             |                                                         |                                                         |                                                         |                                                         |                                                         |                                                         |                                             |                                             |                                        |                                        |                                            |                                            |                                            |                                            |                                            |                                            |                       |                       |                       |                       |  |  |  |  |  |  |  |  |  |  |  |  |  |  |  |  |  |  |  |  |  |  |  |  |
|                                                                |                                                                |                                                                |                                                                |                                                                |                                                                |                                                    |                                                    |                                                                |                                                                |                                                                |                                                                |                                                                |                                                                |                        |                        |                                             |                                             | 指挥官 (利沃尼亚地区) Komtur (Livland)      | 指挥官 (利沃尼亚地区) Komtur (Livland)      | 指挥官 (利沃尼亚地区) Komtur (Livland)      | 指挥官 (利沃尼亚地区) Komtur (Livland)      | 指挥官 (利沃尼亚地区) Komtur (Livland)                  | 指挥官 (利沃尼亚地区) Komtur (Livland)                  |                                                         |                                                         | 指挥官 (利沃尼亚地区) Komtur (Livland)                  | 指挥官 (利沃尼亚地区) Komtur (Livland)                  | 指挥官 (利沃尼亚地区) Komtur (Livland)      | 指挥官 (利沃尼亚地区) Komtur (Livland)      | 指挥官 (利沃尼亚地区) Komtur (Livland) | 指挥官 (利沃尼亚地区) Komtur (Livland) |                                            |                                            |                                            |                                            |                                            |                                            |                       |                       |                       |                       |  |  |  |  |  |  |  |  |  |  |  |  |  |  |  |  |  |  |  |  |  |  |  |  |
|                                                                |                                                                |                                                                |                                                                |                                                                |                                                                |                                                    |                                                    |                                                                |                                                                |                                                                |                                                                |                                                                |                                                                |                        |                        |                                             |                                             | 指挥官 (利沃尼亚地区) Komtur (Livland)      | 指挥官 (利沃尼亚地区) Komtur (Livland)      | 指挥官 (利沃尼亚地区) Komtur (Livland)      | 指挥官 (利沃尼亚地区) Komtur (Livland)      | 指挥官 (利沃尼亚地区) Komtur (Livland)                  | 指挥官 (利沃尼亚地区) Komtur (Livland)                  |                                                         |                                                         | 指挥官 (利沃尼亚地区) Komtur (Livland)                  | 指挥官 (利沃尼亚地区) Komtur (Livland)                  | 指挥官 (利沃尼亚地区) Komtur (Livland)      | 指挥官 (利沃尼亚地区) Komtur (Livland)      | 指挥官 (利沃尼亚地区) Komtur (Livland) | 指挥官 (利沃尼亚地区) Komtur (Livland) |                                            |                                            |                                            |                                            |                                            |                                            |                       |                       |                       |                       |  |  |  |  |  |  |  |  |  |  |  |  |  |  |  |  |  |  |  |  |  |  |  |  |
|                                                                |                                                                |                                                                |                                                                |                                                                |                                                                |                                                    |                                                    |                                                                |                                                                |                                                                |                                                                |                                                                |                                                                |                        |                        |                                             |                                             |                                             |                                             |                                             |                                             |                                                         |                                                         |                                                         |                                                         |                                                         |                                                         |                                             |                                             |                                        |                                        |                                            |                                            |                                            |                                            |                                            |                                            |                       |                       |                       |                       |  |  |  |  |  |  |  |  |  |  |  |  |  |  |  |  |  |  |  |  |  |  |  |  |
| 地区指挥官 Landkomtur                                          | 地区指挥官 Landkomtur                                          | 地区指挥官 Landkomtur                                          | 地区指挥官 Landkomtur                                          | 地区指挥官 Landkomtur                                          | 地区指挥官 Landkomtur                                          |                                                    |                                                    | 地区指挥官 Landkomtur                                          | 地区指挥官 Landkomtur                                          | 地区指挥官 Landkomtur                                          | 地区指挥官 Landkomtur                                          | 地区指挥官 Landkomtur                                          | 地区指挥官 Landkomtur                                          |                        |                        |                                             |                                             |                                             |                                             |                                             |                                             |                                                         |                                                         |                                                         |                                                         |                                                         |                                                         |                                             |                                             |                                        |                                        |                                            |                                            |                                            |                                            |                                            |                                            |                       |                       |                       |                       |  |  |  |  |  |  |  |  |  |  |  |  |  |  |  |  |  |  |  |  |  |  |  |  |
| 地区指挥官 Landkomtur                                          | 地区指挥官 Landkomtur                                          | 地区指挥官 Landkomtur                                          | 地区指挥官 Landkomtur                                          | 地区指挥官 Landkomtur                                          | 地区指挥官 Landkomtur                                          |                                                    |                                                    | 地区指挥官 Landkomtur                                          | 地区指挥官 Landkomtur                                          | 地区指挥官 Landkomtur                                          | 地区指挥官 Landkomtur                                          | 地区指挥官 Landkomtur                                          | 地区指挥官 Landkomtur                                          |                        |                        |                                             |                                             |                                             |                                             |                                             |                                             |                                                         |                                                         |                                                         |                                                         |                                                         |                                                         |                                             |                                             |                                        |                                        |                                            |                                            |                                            |                                            |                                            |                                            |                       |                       |                       |                       |  |  |  |  |  |  |  |  |  |  |  |  |  |  |  |  |  |  |  |  |  |  |  |  |
|                                                                |                                                                |                                                                |                                                                |                                                                |                                                                |                                                    |                                                    |                                                                |                                                                |                                                                |                                                                |                                                                |                                                                |                        |                        |                                             |                                             |                                             |                                             |                                             |                                             |                                                         |                                                         |                                                         |                                                         |                                                         |                                                         |                                             |                                             |                                        |                                        |                                            |                                            |                                            |                                            |                                            |                                            |                       |                       |                       |                       |  |  |  |  |  |  |  |  |  |  |  |  |  |  |  |  |  |  |  |  |  |  |  |  |
| 指挥官 (神圣罗马帝国境内) Komtur (im Heiligen Römischen Reich) | 指挥官 (神圣罗马帝国境内) Komtur (im Heiligen Römischen Reich) | 指挥官 (神圣罗马帝国境内) Komtur (im Heiligen Römischen Reich) | 指挥官 (神圣罗马帝国境内) Komtur (im Heiligen Römischen Reich) | 指挥官 (神圣罗马帝国境内) Komtur (im Heiligen Römischen Reich) | 指挥官 (神圣罗马帝国境内) Komtur (im Heiligen Römischen Reich) |                                                    |                                                    | 指挥官 (神圣罗马帝国境内) Komtur (im Heiligen Römischen Reich) | 指挥官 (神圣罗马帝国境内) Komtur (im Heiligen Römischen Reich) | 指挥官 (神圣罗马帝国境内) Komtur (im Heiligen Römischen Reich) | 指挥官 (神圣罗马帝国境内) Komtur (im Heiligen Römischen Reich) | 指挥官 (神圣罗马帝国境内) Komtur (im Heiligen Römischen Reich) | 指挥官 (神圣罗马帝国境内) Komtur (im Heiligen Römischen Reich) |                        |                        |                                             |                                             |                                             |                                             |                                             |                                             |                                                         |                                                         |                                                         |                                                         |                                                         |                                                         |                                             |                                             |                                        |                                        |                                            |                                            |                                            |                                            |                                            |                                            |                       |                       |                       |                       |  |  |  |  |  |  |  |  |  |  |  |  |  |  |  |  |  |  |  |  |  |  |  |  |
| 指挥官 (神圣罗马帝国境内) Komtur (im Heiligen Römischen Reich) | 指挥官 (神圣罗马帝国境内) Komtur (im Heiligen Römischen Reich) | 指挥官 (神圣罗马帝国境内) Komtur (im Heiligen Römischen Reich) | 指挥官 (神圣罗马帝国境内) Komtur (im Heiligen Römischen Reich) | 指挥官 (神圣罗马帝国境内) Komtur (im Heiligen Römischen Reich) | 指挥官 (神圣罗马帝国境内) Komtur (im Heiligen Römischen Reich) |                                                    |                                                    | 指挥官 (神圣罗马帝国境内) Komtur (im Heiligen Römischen Reich) | 指挥官 (神圣罗马帝国境内) Komtur (im Heiligen Römischen Reich) | 指挥官 (神圣罗马帝国境内) Komtur (im Heiligen Römischen Reich) | 指挥官 (神圣罗马帝国境内) Komtur (im Heiligen Römischen Reich) | 指挥官 (神圣罗马帝国境内) Komtur (im Heiligen Römischen Reich) | 指挥官 (神圣罗马帝国境内) Komtur (im Heiligen Römischen Reich) |                        |                        |                                             |                                             |                                             |                                             |                                             |                                             |                                                         |                                                         |                                                         |                                                         |                                                         |                                                         |                                             |                                             |                                        |                                        |                                            |                                            |                                            |                                            |                                            |                                            |                       |                       |                       |                       |  |  |  |  |  |  |  |  |  |  |  |  |  |  |  |  |  |  |  |  |  |  |  |  |
|                                                                |                                                                |                                                                |                                                                |                                                                |                                                                |                                                    |                                                    |                                                                |                                                                |                                                                |                                                                |                                                                |                                                                |                        |                        |                                             |                                             |                                             |                                             |                                             |                                             |                                                         |                                                         |                                                         |                                                         |                                                         |                                                         |                                             |                                             |                                        |                                        |                                            |                                            |                                            |                                            |                                            |                                            |                       |                       |                       |                       |  |  |  |  |  |  |  |  |  |  |  |  |  |  |  |  |  |  |  |  |  |  |  |  |
| 总裁官 Hauskomtur                                              | 总裁官 Hauskomtur                                              | 总裁官 Hauskomtur                                              | 总裁官 Hauskomtur                                              | 总裁官 Hauskomtur                                              | 总裁官 Hauskomtur                                              |                                                    |                                                    | 法务官 Pfleger                                                 | 法务官 Pfleger                                                 | 法务官 Pfleger                                                 | 法务官 Pfleger                                                 | 法务官 Pfleger                                                 | 法务官 Pfleger                                                 |                        |                        | 行政官 Vogt                                 | 行政官 Vogt                                 | 行政官 Vogt                                 | 行政官 Vogt                                 | 行政官 Vogt                                 | 行政官 Vogt                                 |                                                         |                                                         |                                                         |                                                         |                                                         |                                                         |                                             |                                             |                                        |                                        |                                            |                                            |                                            |                                            |                                            |                                            |                       |                       |                       |                       |  |  |  |  |  |  |  |  |  |  |  |  |  |  |  |  |  |  |  |  |  |  |  |  |
| 总裁官 Hauskomtur                                              | 总裁官 Hauskomtur                                              | 总裁官 Hauskomtur                                              | 总裁官 Hauskomtur                                              | 总裁官 Hauskomtur                                              | 总裁官 Hauskomtur                                              |                                                    |                                                    | 法务官 Pfleger                                                 | 法务官 Pfleger                                                 | 法务官 Pfleger                                                 | 法务官 Pfleger                                                 | 法务官 Pfleger                                                 | 法务官 Pfleger                                                 |                        |                        | 行政官 Vogt                                 | 行政官 Vogt                                 | 行政官 Vogt                                 | 行政官 Vogt                                 | 行政官 Vogt                                 | 行政官 Vogt                                 |                                                         |                                                         |                                                         |                                                         |                                                         |                                                         |                                             |                                             |                                        |                                        |                                            |                                            |                                            |                                            |                                            |                                            |                       |                       |                       |                       |  |  |  |  |  |  |  |  |  |  |  |  |  |  |  |  |  |  |  |  |  |  |  |  |
|                                                                |                                                                |                                                                |                                                                |                                                                |                                                                |                                                    |                                                    |                                                                |                                                                |                                                                |                                                                |                                                                |                                                                |                        |                        |                                             |                                             |                                             |                                             |                                             |                                             |                                                         |                                                         |                                                         |                                                         |                                                         |                                                         |                                             |                                             |                                        |                                        |                                            |                                            |                                            |                                            |                                            |                                            |                       |                       |                       |                       |  |  |  |  |  |  |  |  |  |  |  |  |  |  |  |  |  |  |  |  |  |  |  |  |
| 商队首领 Karwansherr                                           | 商队首领 Karwansherr                                           | 商队首领 Karwansherr                                           | 商队首领 Karwansherr                                           | 商队首领 Karwansherr                                           | 商队首领 Karwansherr                                           | 炊事团长 Trappierer                                | 炊事团长 Trappierer                                | 炊事团长 Trappierer                                            | 炊事团长 Trappierer                                            | 炊事团长 Trappierer                                            | 炊事团长 Trappierer                                            | 酿酒团长 Kellermeister                                         | 酿酒团长 Kellermeister                                         | 酿酒团长 Kellermeister | 酿酒团长 Kellermeister | 酿酒团长 Kellermeister                      | 酿酒团长 Kellermeister                      | 捕猎团长 Küchenmeister                      | 捕猎团长 Küchenmeister                      | 捕猎团长 Küchenmeister                      | 捕猎团长 Küchenmeister                      | 捕猎团长 Küchenmeister                                  | 捕猎团长 Küchenmeister                                  | 警衛隊長 Wachhauptmann                                  | 警衛隊長 Wachhauptmann                                  | 警衛隊長 Wachhauptmann                                  | 警衛隊長 Wachhauptmann                                  | 警衛隊長 Wachhauptmann                      | 警衛隊長 Wachhauptmann                      | 内务团长 Gesindemeister                | 内务团长 Gesindemeister                | 内务团长 Gesindemeister                    | 内务团长 Gesindemeister                    | 内务团长 Gesindemeister                    | 内务团长 Gesindemeister                    | 捕鱼团长 Fischmeister                      | 捕鱼团长 Fischmeister                      | 捕鱼团长 Fischmeister | 捕鱼团长 Fischmeister | 捕鱼团长 Fischmeister | 捕鱼团长 Fischmeister |  |  |  |  |  |  |  |  |  |  |  |  |  |  |  |  |  |  |  |  |  |  |  |  |

#### 教团总议会
教团总议会（德语：Generalkapitel）是所有牧师、骑士和同父异母兄弟（德语：Halbbrüder）的集合。由于集结成员的后勤问题，他们分散在很远的地方，只有辖区和司令部的代表聚集在一起组成总章。总章设计为每年举行一次会议，但会议通常仅限于选举新的宗师。 教团总议会的决定对该命令的大委员会成员具有约束力。

#### 大团长
大团长（Hochmeister）是该命令的最高官员。直到1525年，他才被教团总议会选举。他拥有一个教皇国的统治者级别，并且在 1466 年之前一直是普鲁士的主权。尽管有如此高的正式职位，但在实践中，他只是平等中的第一人。

#### 大委员会
大委员会（德语：Großgebietiger）是由大团长任命的具有整个命令能力的高级军官。有五个职位。
- 总指挥官（德語：Großkomtur；Magnus Commendator)，大团长的副手
- 大司库（德語：Treßler）财务主管
- 大医师（德語：Spitler；Summus Hospitalarius），负责所有医院事务
- 大司马（德语：Trapier），负责穿衣和武装
- 大元帅（德语：Ordenstrappier；Summus Marescalcus），军事长官

### 大團長

#### 兄弟会时期

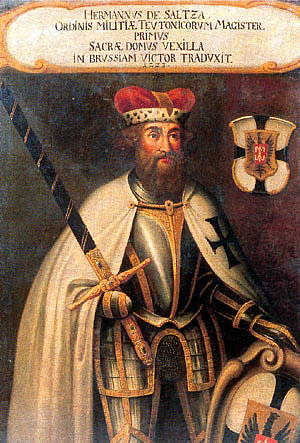
骑士团第4任大团长赫尔曼·冯·萨尔扎，圖林根人。他在羅馬教廷、東歐領主和神羅皇帝見斡旋，最終主導了條頓騎士團從特蘭西瓦尼亞遷往普魯士，由此开启了700年的德意志普魯士歷史

1. 1190 西布蘭德
2. 1190-1192 康拉德
3. 1192 格尔哈德
4. 1193/94 海因里希
5. 1195–1196 烏爾里希

#### 军事教团时期
1. 1198—1208 海因里希·沃爾波特·馮·巴森海姆
2. 1208 奧托·馮·科彭
3. 1208–1209 海因里希·馮·圖納
4. 1209–1239 赫爾曼·馮·薩爾扎。作為腓特烈二世的朋友和顧問，赫爾曼獲得了與教皇何諾三世的醫院騎士團和聖殿騎士團的舊軍事教團同等地位的認可。1237年，他還主導了利沃尼亞寶劍騎士團併入條頓騎士團。
5. 1239–1240 康拉德·馮·圖林根
6. 1240–1244 格哈德·馮·馬爾伯格
7. 1244–1249 海因里希·馮·霍恩洛赫
8. 1249–1252 岡瑟·馮·維勒斯萊本
9. 1252–1256 波波·馮·奧斯特納
10. 1256–1273 安諾·馮·桑格豪森
11. 1273–1282 哈特曼·馮·赫爾德龍根
12. 1282 或 1283 –1290 伯查德·馮·施萬登
13. 1290–1297 康拉德·馮·費希特旺根 在阿卡淪陷後，康拉德將騎士團的總部搬到了威尼斯。
14. 1297–1303 戈特弗里德·馮·霍恩洛厄
15. 1303–1311 齊格弗里德·馮·費希特旺根，與他的前任齊格弗里德·馮·費希特旺根屬於同一家族。1309年，齊格弗里德將騎士團的總部遷至普魯士
16. 1311–1324 卡爾·馮·特里爾
17. 1324–1330 維爾納·馮·奧瑟恩
18. 1331–1335 路德·馮·布倫瑞克
19. 1335–1341 迪特里希·馮·阿爾滕堡
20. 1342–1345 魯道夫·科尼希·馮·瓦佐
21. 1345–1351 海因里希·杜塞默
22. 1351–1382 溫里希·馮·克尼普羅德
23. 1382–1390 康拉德·佐爾納·馮·羅滕斯坦
24. 1391–1393 康拉德·馮·瓦倫羅德
25. 1393–1407 康拉德·馮·容金根

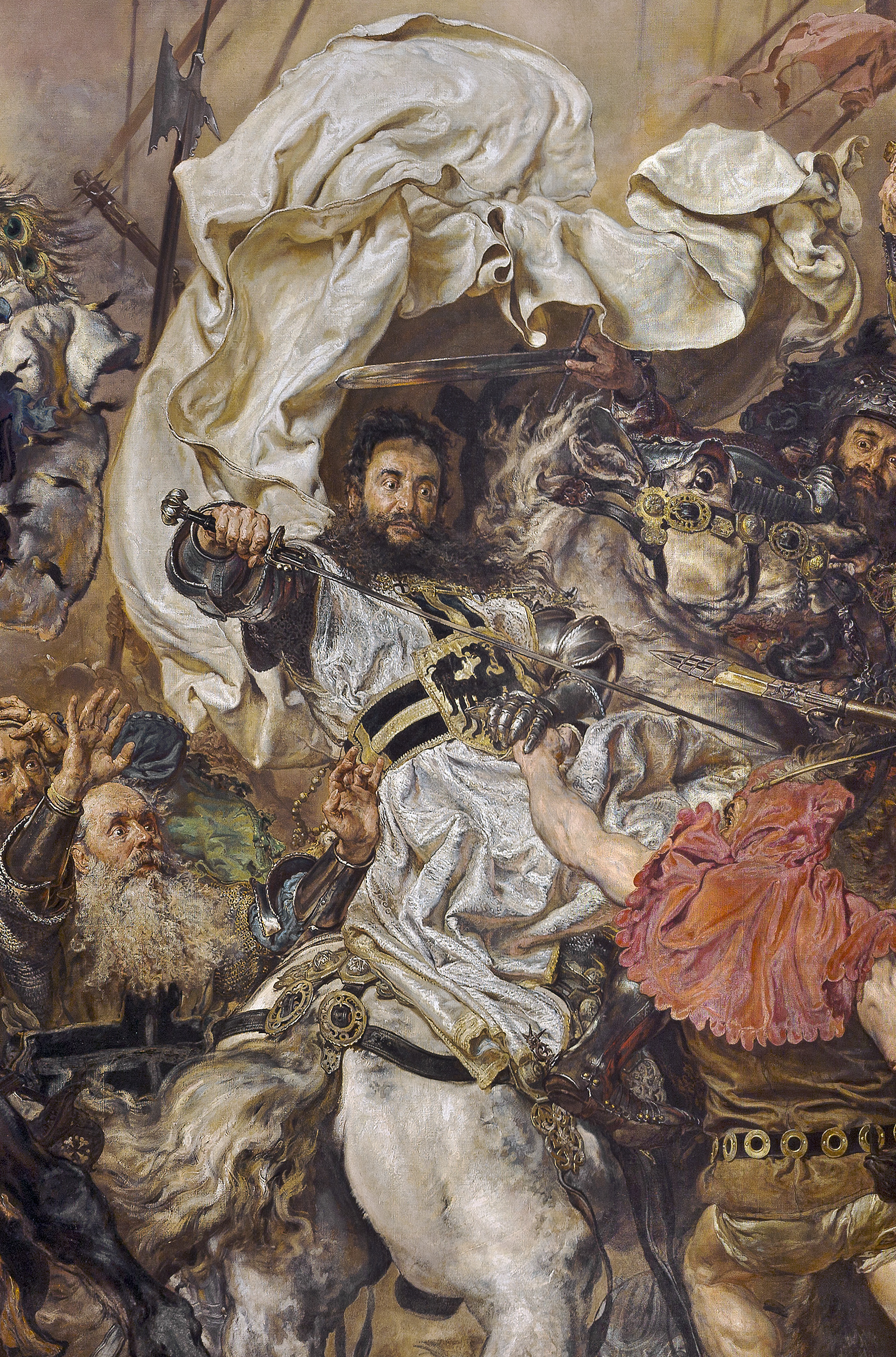
骑士团第26任大团长烏爾里希·馮·容宁根，符腾堡人，他見證了條頓騎士團和波蘭-立陶宛之間的戰爭，指揮了第一次坦能堡戰役。此役條頓騎士團國的實力遭到毀滅性打擊，容金根也戰死軍中，從此條頓騎士團成為波立聯邦的附庸，直至16世紀

26. 骑士团第26任大团长烏爾里希·馮·容宁根，符腾堡人，他見證了條頓騎士團和波蘭-立陶宛之間的戰爭，指揮了第一次坦能堡戰役。此役條頓騎士團國的實力遭到毀滅性打擊，容金根也戰死軍中，從此條頓騎士團成為波立聯邦的附庸，直至16世紀1407–1410 烏爾里希·馮·容金根。他見證了條頓騎士團和波蘭-立陶宛之間的戰爭，指揮了第一次坦能堡戰役。
27. 1410–1413 海因里希·馮·普勞恩
28. 1414–1422 邁克爾·庫希邁斯特·馮·斯騰伯格
29. 1422–1441 保羅·馮·拉斯多夫
30. 1441–1449 康拉德·馮·埃利希豪森
31. 1449 或 1450–1467 路德維希·馮·埃利希豪森
32. 1467–1470 海因里希·羅斯·馮·普勞恩
33. 1470–1477 海因里希·雷弗爾·馮·里希滕貝格
34. 1477–1489 馬丁·特魯赫塞斯·馮·韋茨豪森
35. 1489–1497 約翰·馮·蒂芬
36. 1497–1510 薩克森公爵腓特烈
37. 1510–1525 勃蘭登堡-安斯巴赫的阿爾布雷希特，聯統勃蘭登堡-普魯士，成為了霍亨索倫家族的第一位普魯士公爵

#### 改制之后
1. 1527-1543 克朗貝格的沃爾特
2. 1543–1566 沃爾夫岡·舒茨巴

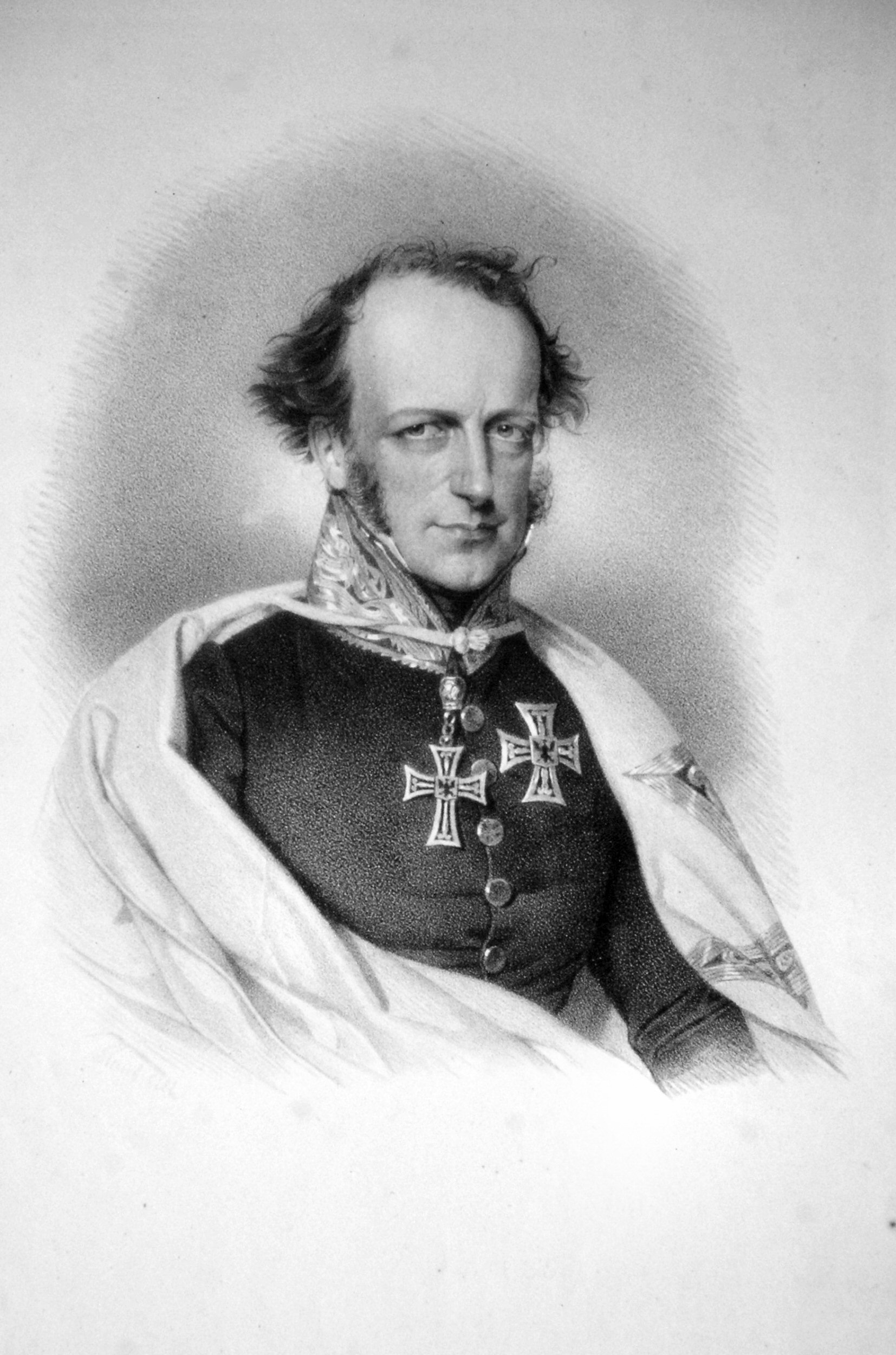
改制后的第18任大团长，科隆選侯國采邑總主教奧地利的安東·維克多，奥地利人。他是哈布斯堡王室第一位担任此职位的人，此时骑士团的活动主要被限制在巴特梅根特海姆。骑士团在1809年世俗化，但是他兼任大团长一职直到去世

3. 1566–1572 格奧爾格·洪德·馮·文克海姆
4. 1572–1590 海因里希·馮·博本豪森
5. 1590–1618 奧地利大公馬克西米利安三世
6. 1619-1624 布雷斯劳主教奧地利的卡尔
7. 1625–1627 威納赫的約翰·尤斯塔斯
8. 1627–1641 約翰·卡斯帕·馮·斯塔迪翁
9. 1641–1662 奧地利大公利奧波德·威廉
10. 1662-1664 奧地利大公卡尔·約瑟夫
11. 1664–1684 約翰·卡斯帕·馮·安普林根
12. 1685-1694 普法爾茨-诺伊堡的路德維希·安東
13. 1694-1732 普法爾茨-诺伊堡的弗朗西斯·路易斯
14. 1732-1761 巴伐利亞的克萊門斯·奧古斯特亲王
15. 1761-1780 洛林的卡尔·亞歷山大亲王
16. 1780-1801 奧地利大公馬克西米利安·弗朗茨
17. 1801-1804 泰申公爵卡尔
18. 1804–1835 年奧地利大公安東·維克多（職位繼承給奧地利皇室）
19. 1835–1863 奧地利埃斯特大公馬克西米利安
20. 1863–1894 奧地利大公威廉·弗朗茨
21. 1894–1923 奧地利的歐根大公（世襲身份結束）
22. 1923–1929 诺伯特·克莱因（布爾諾主教，1916 年至 1926 年）

#### 现代
1. 1929-1933：諾伯特·克萊因
2. 1933–1936：保羅·海德
3. 1936–1948：羅伯特·沙爾茨基
4. 1948–1970：瑪麗安·塔姆勒
5. 1970–1988: 伊德豐斯·保勒
6. 1988–2000：阿諾德·維蘭德
7. 2000–2018：布魯諾·普雷特
8. 2018 年至今：弗蘭克·貝亞德

### 现代

#### 荣誉骑士

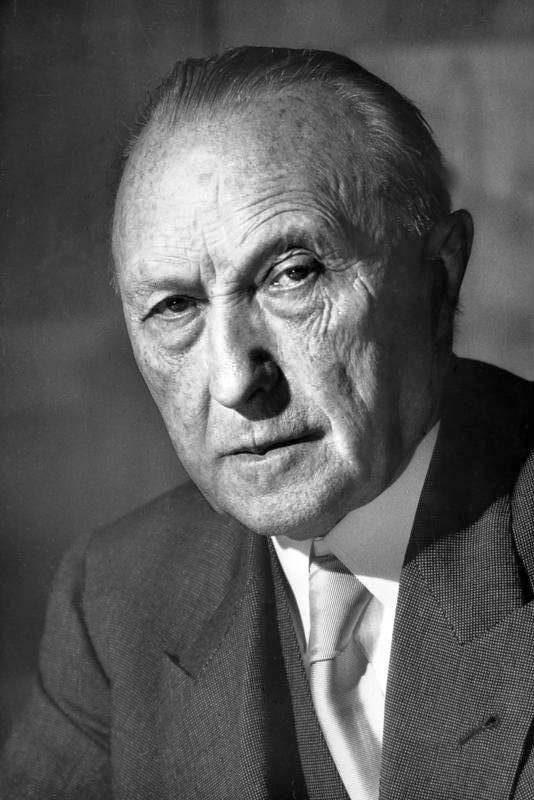
骑士团荣誉骑士，西德總理阿登納

- 骑士团荣誉骑士，西德總理阿登納康拉德·阿登纳
- 乌多·阿诺德
- 弗朗茨·约瑟夫二世
- 鲁道夫·格拉伯
- 奥托·冯·哈布斯堡
- 卡尔·冯·哈布斯堡-洛林
- 约阿希姆·迈斯纳
- 爱德华·加斯顿·波蒂克·冯·佩特内格
- 爱德华·希克
- 克里斯托弗·舍恩伯恩
- 卡尔·冯·符腾堡

## 圖集

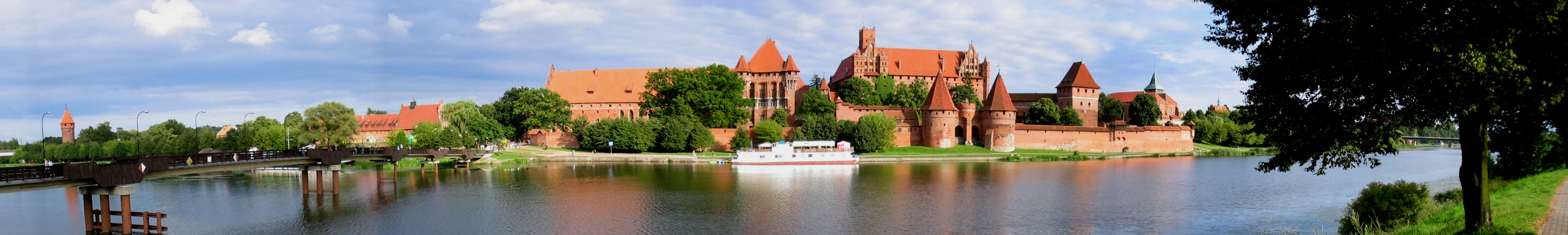
条顿骑士团國位於马尔堡的城堡總部

條頓騎士團總團長紋章
條頓騎士團盾徽
條頓鐵十字，後來演變成著名的德意志鐵十字
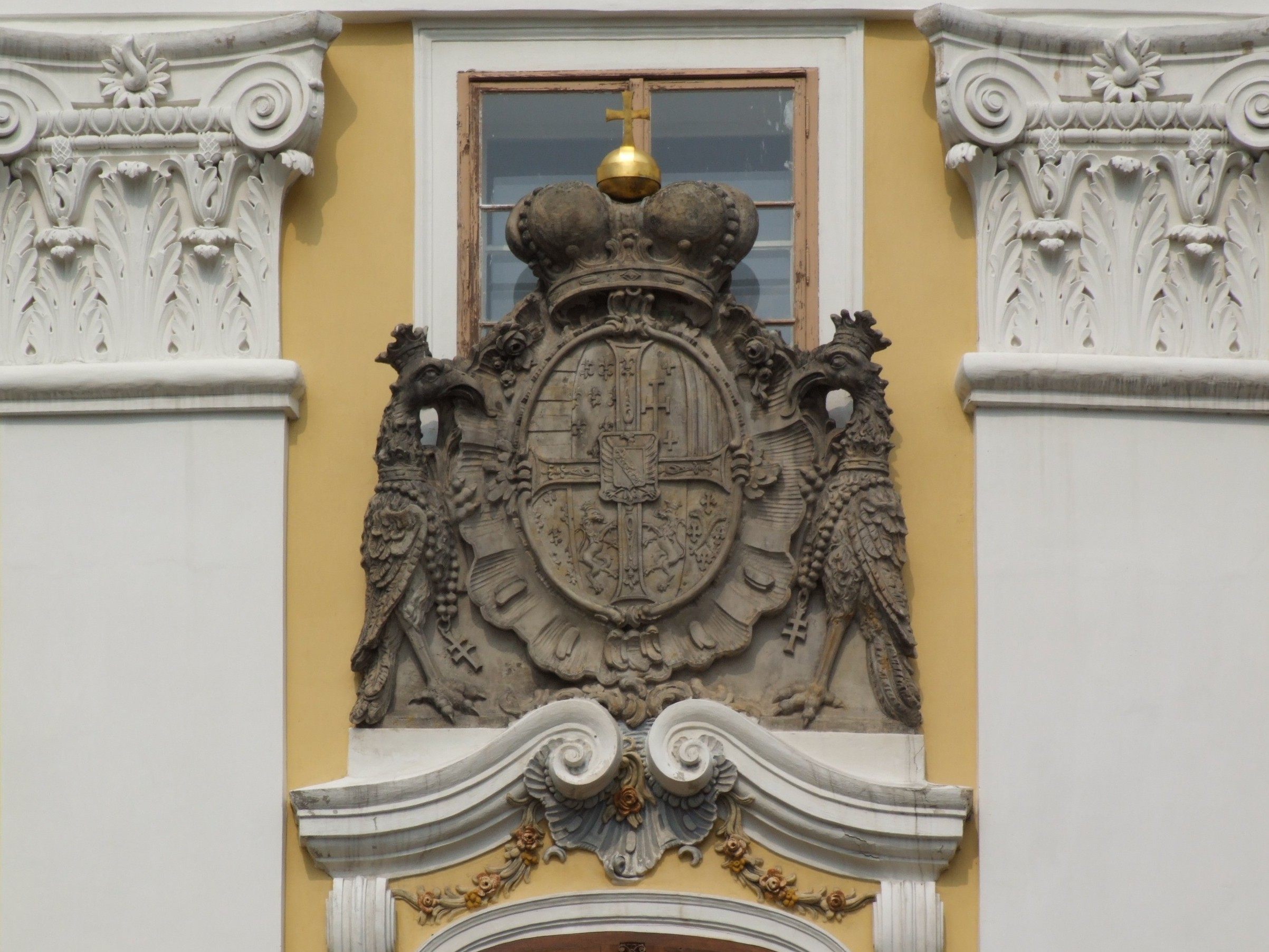
洛林的阿歷山大之徽章
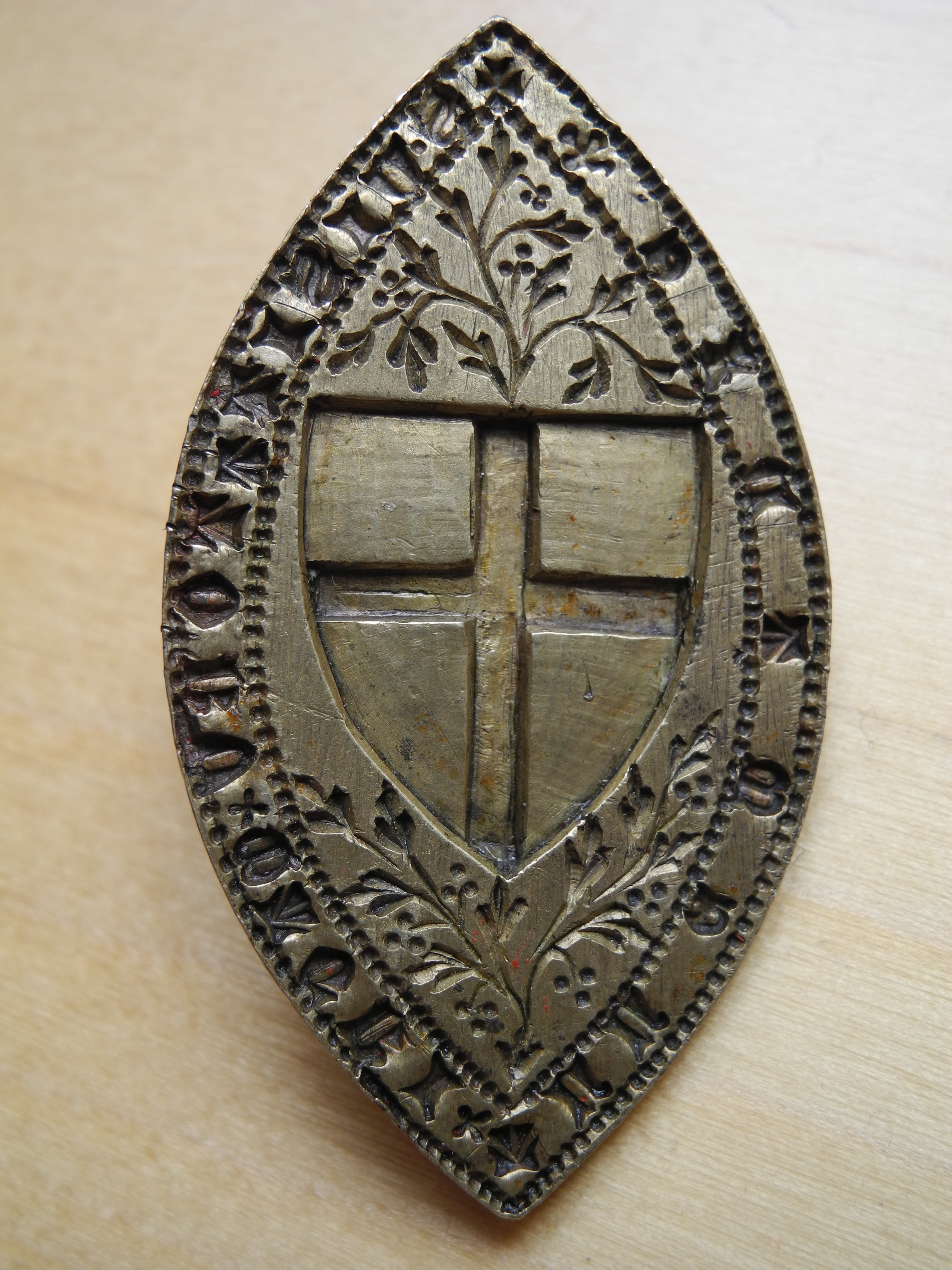
十四世紀的條頓騎士團印章
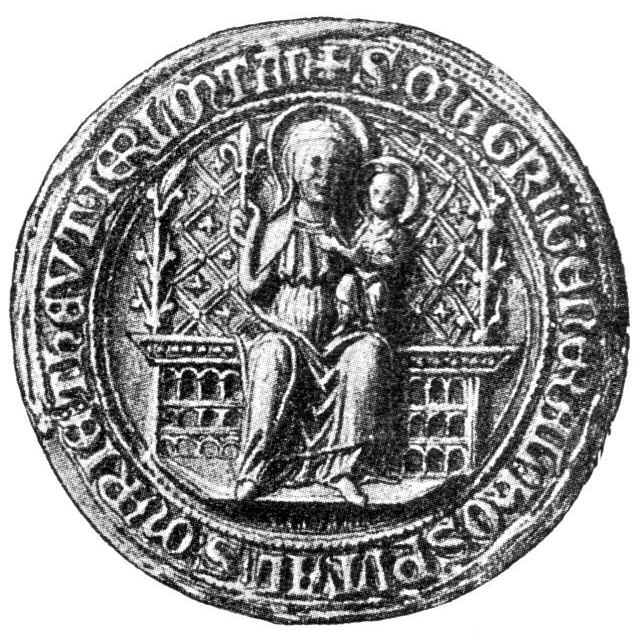
總團長之印章
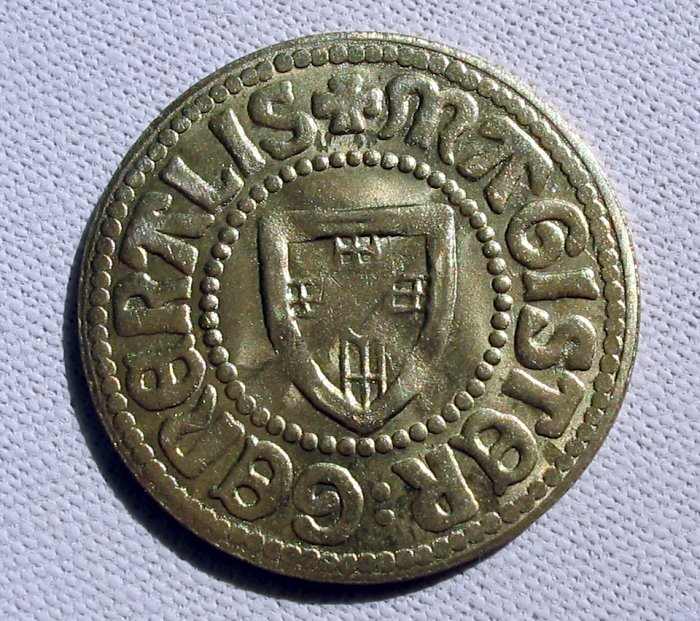
條頓騎士團國通用貨幣之一
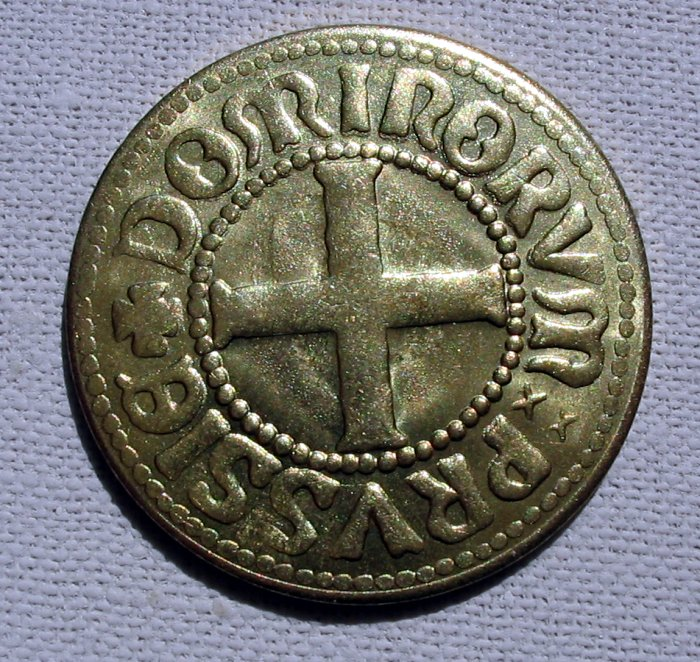
條頓騎士團國通用貨幣之二

## 後世評價

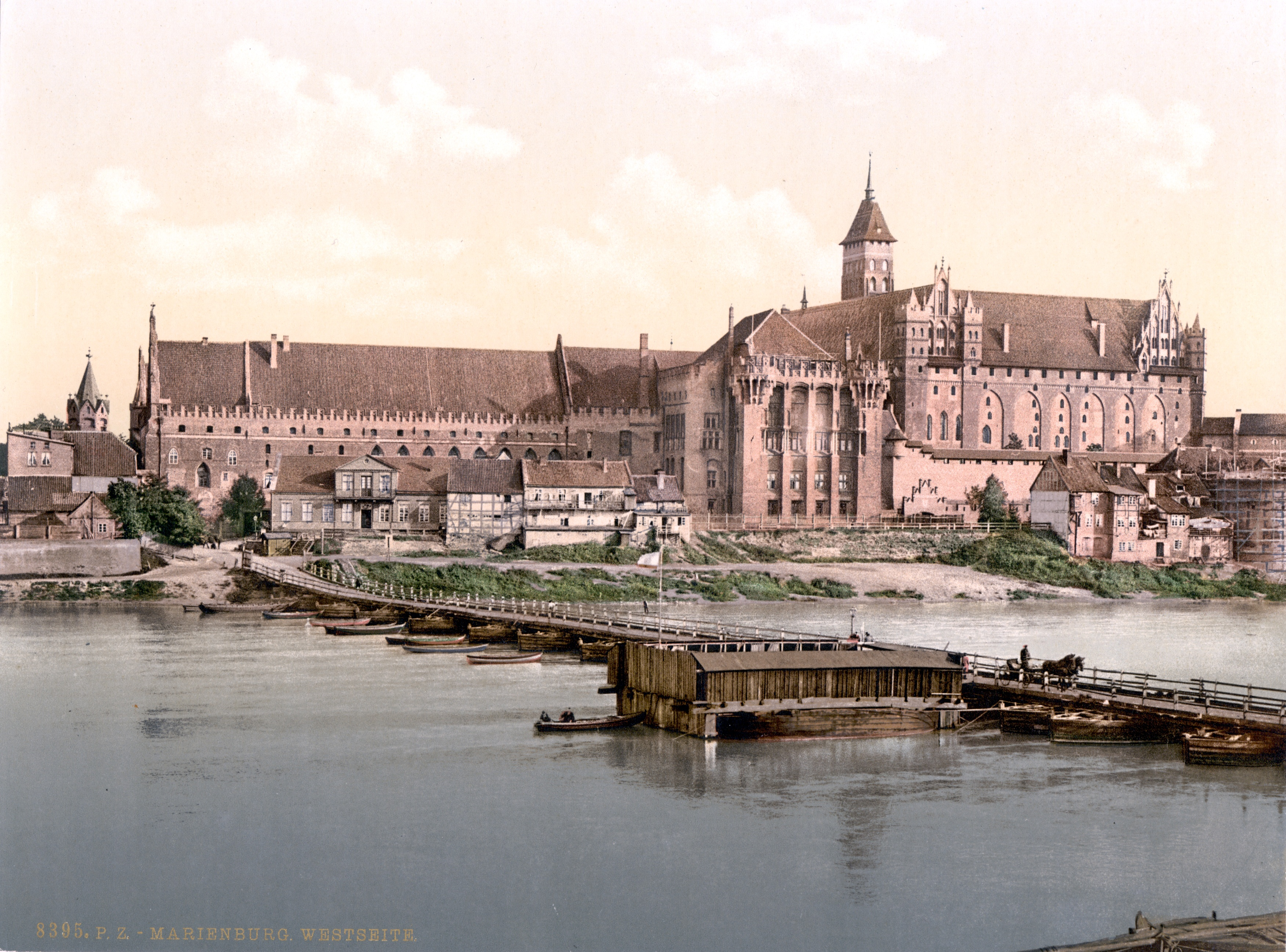
德意志帝國時期重建的馬爾堡

1902年，德國皇帝威廉二世身著條頓騎士團僧侶的裝束，在重建的馬尔堡城堡中爬樓梯，作為德意志帝國政策的象徵。
德國歷史學家海因里希·馮·特賴茨克使用條頓騎士團的形象來宣傳親德和反波蘭的言論。許多德國中產階級民族主義者採用了這種意象及其符號。在魏瑪共和國期間，這種性質的協會和組織為納粹德國的形成奠定了基礎。
在第二次世界大戰之前和期間，納粹宣傳和意識形態經常使用條頓騎士團的形象，因為納粹試圖將騎士團的行為描繪成納粹征服生存區的先行者。海因里希·希姆萊試圖將黨衛軍理想化為20世紀中世紀军事教团的轉世。然而儘管在納粹宣傳中提到了條頓騎士團的歷史，但騎士團本身在1938年被廢除，其成員受到德國當局的迫害。這主要是因為希特勒和希姆萊相信，縱觀歷史，天主教的軍事宗教命令一直是羅馬教廷的工具，因此對納粹政權構成威脅。希特勒將他的德國騎士團建立在條頓騎士團的基礎上，尤其是大團長的禮儀徽章本身，儘管他們廢除了上述命令。

### 波蘭的视角
对条顿骑士团的争议性评价始于19世纪初期，这一时期一方面重新发现并浪漫化中世纪，另一方面波兰正处于被占领与持续瓜分的状态。自1850年起，这种氛围发展为一种“替代性的文化斗争”。争论最初发生在波兰知识分子与普鲁士-德国历史学家之间，1860年以后，波兰的历史学者也正式加入论战。
波兰出版物指控骑士团对普鲁士人实施了种族灭绝并执行毫无节制的扩张政策，而德国历史学家则将该骑士团描绘为“日耳曼文化的传播者”。
这场争论在德国方面持续至1945年，在波兰方面则在1989年前虽有缓和但依然存在。波兰历史学家托馬斯·托爾布茲这样总结道：“在德国，从帝国建立到纳粹国家崩溃的时期，骑士团在人文学科、宣传与当代政治中不断被引用；在波兰，这种现象持续至1989年铁幕倒塌。”
这场波兰知识分子对占领者的初期论争始于文学领域。1826年，亚当·密茨凯维奇发表了长诗《康拉德·瓦伦罗德》，借用历史隐喻来批评俄罗斯对波兰的高压政策，以避开沙俄的审查制度。他将波俄冲突置于中世纪舞台，并以阴暗的条顿骑士形象代替沙俄占领者。19世纪中叶，利沃夫历史学家卡罗尔·沙伊诺哈撰写历史叙事《雅盖沃与雅德维加》，让几代波兰人形成对该冲突的民族认知。1874年出版的显克维支《十字军骑士》（Krzyżacy）则将骑士团描绘为十足的恶魔。
从1865年起，被视为波兰历史学奠基人的沃伊切赫·肯琴斯基宣称，德意志的统治只为斯拉夫人带来“苦难与奴役”。这一观点将骑士团塑造为“由犯罪能量驱动、以暴力征服或利用当地斯拉夫统治者的天真而东扩的条顿主义”，后来在波兰民族主义的出版物中被进一步解释为种族灭绝或灭绝政策（波兰语：wytępienie）。19世纪波兰绘画也深受这一民族叙事的影响，条顿骑士通常被描绘为嗜血、残暴的敌人。例如沃伊切赫·格尔松（Wojciech Gerson）于1875年创作的历史画作中，骑士形象极为负面。即使在当代的波兰历史重演活动中，如2010年在萨诺克－姆日格乌德（Mrzygłód）举行的活动中，条顿骑士仍被作为象征性形象出现。
1871年德意志帝国成立后，普鲁士地区的日耳曼化政策进一步激起波兰人的反感。在民族主义逐渐高涨的背景下，波兰社会开始以1410年的格伦瓦尔德战役作为民族记忆的核心象征之一，每逢战役纪念日便举行大规模纪念活动。与此同时，波兰历史绘画也进入繁荣时期，许多作品描绘波兰战胜条顿骑士团的场景。其中最具代表性的为扬·马特伊科的巨幅画作《格伦瓦尔德之战》，象征波兰对“傲慢的德意志精神”的胜利。
显克维支的小说《十字军骑士》也以历史小说的形式强化了这一叙事，该作品被翻译成多种语言，并将骑士团塑造成道德败坏、形象可憎的集体。
1918年建立波兰第二共和国后，波兰历史学界开始重新审视骑士团的合法性。学者质疑《克鲁施维茨条约》的真实性以及骑士团在波罗的海地区的正当性。部分学者引用德国史学家海因里希·冯·特赖茨克的观点，将骑士团对普鲁士人的征服行为定性为种族灭绝，并将1308年占领波美雷利亚视为对“波兰固有领土”的侵占。
尽管现代学术界对“中世纪种族灭绝”这一说法持批评态度，但在20世纪波兰民族主义兴起及德波紧张关系背景下，关于骑士团“消灭普鲁士人”的表述在部分通俗史学作品中仍有出现。然而，多数现代历史学者认为，用“种族灭绝”一词来描述中世纪骑士团的行为是非历史的、缺乏文献证据支持的夸张说法。骑士团既未计划性灭绝当地人，也未系统性推行语言与文化的抹除。
纳粹德国失败后，波兰共产党政权借用“格伦瓦尔德1410年=柏林1945年”的宣传逻辑，强化对德胜利的象征意义。冷战时期的宣传更将条顿骑士团等同于“西德军国主义与复仇主义”的象征，强调波兰与苏联之间的泛斯拉夫团结。
波兰社会对这一历史记忆的情感认同一直延续至今。例如在2008年欧洲足球锦标赛前夕，波兰小报刊登德国队长迈克尔·巴拉克身穿条顿骑士服装的漫画，配以“再现格伦瓦尔德”的口号，以激发民族情绪。这种手法虽非主流，但偶尔仍出现在媒体中。
1970年代起，随着西德威利·勃兰特政府推行东方政策，德波关系缓和，双方学者合作开展历史课本审订工作。1977年成立的联合教科文组织教科书委员会推动两国在历史记忆上的相互理解，也促使波兰对骑士团形象的重新审视趋向客观。
今日的波兰仍然在每年7月中旬举行战役纪念重演活动，不仅有波兰和立陶宛的团体参加，也有德国团体以历史和解为目的加入。2010年纪念活动上，条顿骑士团团长布鲁诺·普拉特出席并献花致辞，象征两国民族和解。

### 俄罗斯的视角

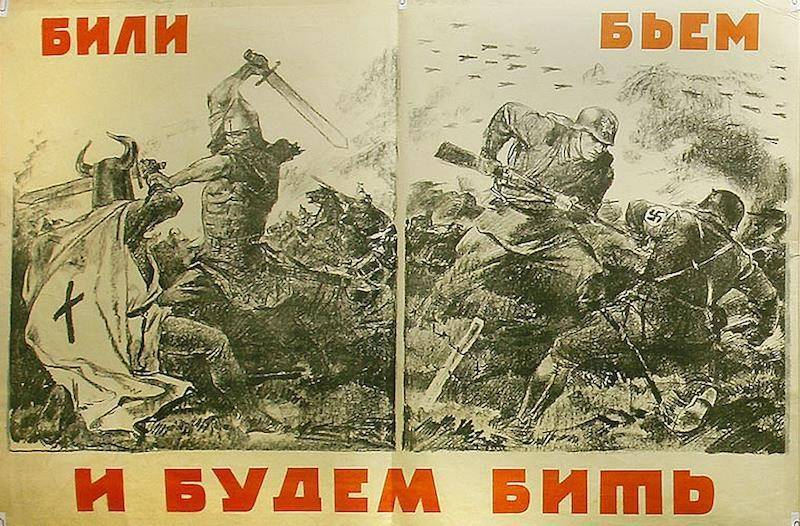
1941年的蘇聯宣傳畫，寫著「（我們）打敗過（他們）；（我們）在打敗（他們）；（我們）仍將繼續打敗（他們）」

在俄罗斯，与条顿骑士团共同历史的处理具有特殊背景。起点是骑士团在波罗的海北部与俄罗斯势力的直接冲突，尤其以1242年冰湖战役为高潮。尽管现代历史学家多将此战视为一次较大规模的小冲突，中世纪的俄国编年史却将其神化为天主教会与俄罗斯东正教会之间的决战之役。
通过这种历史解读，俄国史学也得以淡化俄罗斯诸侯在对抗金帐蒙古过程中的败绩。然而，与蒙古人相比，俄罗斯人对德国人的抵抗更为激烈，其原因在于蒙古人并不干涉东正教信仰和生活方式，仅征收贡赋；而条顿骑士团则在教皇支持下，以宗教为名，企图改宗甚至消灭东正教徒这一“异端”。
除冰湖战役外，1268年的韋森堡戰役亦被俄罗斯史学界视为重要胜利。同样，1410年坦能堡战役也受到俄罗斯编年史的重视，因为参与该战的白俄罗斯军团被赋予关键性的战役贡献。
到了1930年代，在苏联与纳粹德国的意识形态对抗背景下，条顿骑士团的形象被赋予新的政治含义，成为在俄罗斯土地上的无情侵略者和纳粹主义的前身象征。这一解释的典型艺术再现便是谢尔盖·爱森斯坦执导的电影《亚历山大·涅夫斯基》，该片在1941至1945年间的苏德战争中成为反德政治宣传的重要工具。
直到苏联解体前，官方对条顿骑士团的解读始终未脱离上述框架。直至今日，一些俄罗斯民族主义团体仍坚持认为，条顿骑士团是罗马天主教会与德国封建势力侵略俄罗斯领土、消灭东正教的工具。

### 普鲁士与德国的视角

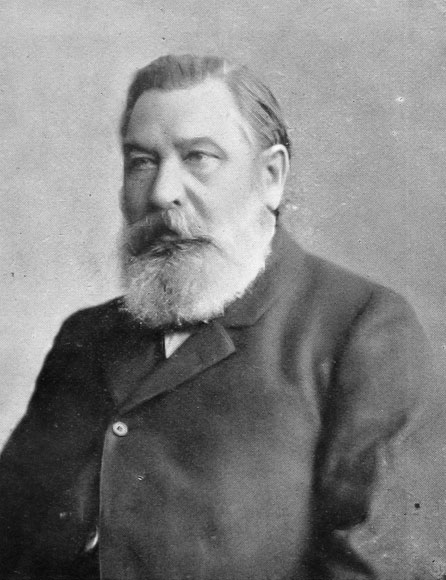
海因里希·冯·特赖茨克

在新教普鲁士，条顿骑士团的形象长期以来并不正面，尤其受到15世纪中叶与普鲁士等级阶层爆发的十三年战争影响，而显得颇为疏远甚至负面。

#### 1815年后的民族主义利用
拿破仑战争之后，在历史学家海因里希·冯·特赖茨克的大力推动下，条顿骑士团的形象发生转变。骑士团开始被描绘为“德国向东方的文明使命”的象征，并在史学上扮演着“对抗斯拉夫世界的文明传播者”角色。特赖茨克将骑士国视为“从德国海岸大胆伸入野蛮东欧之海的一座坚固海堤”，而1410年坦能堡会战中骑士团的失败则象征“西方世界”败于“野蛮东方”。在他眼中，骑士团体现了“德国性格中的攻击性力量与严厉冷酷的统治气质”。
受到波兰方面对1410年“坦能堡战役”象征性纪念的影响，19世纪末德国民族主义者开始以“德意志元素”回应波兰的纪念活动。于是，骑士团逐渐被威廉时期普鲁士的民族主义者塑造成“德国东部殖民者”的典范。类似观点也体现在恩斯特·维歇特的小说《海因里希·冯·普劳恩》和《托伦市长》中。历史学家阿道夫·科赫在1894年甚至宣称：“普鲁士诸王是站在骑士团团长的肩膀上崛起的。”

#### 魏玛共和国时期

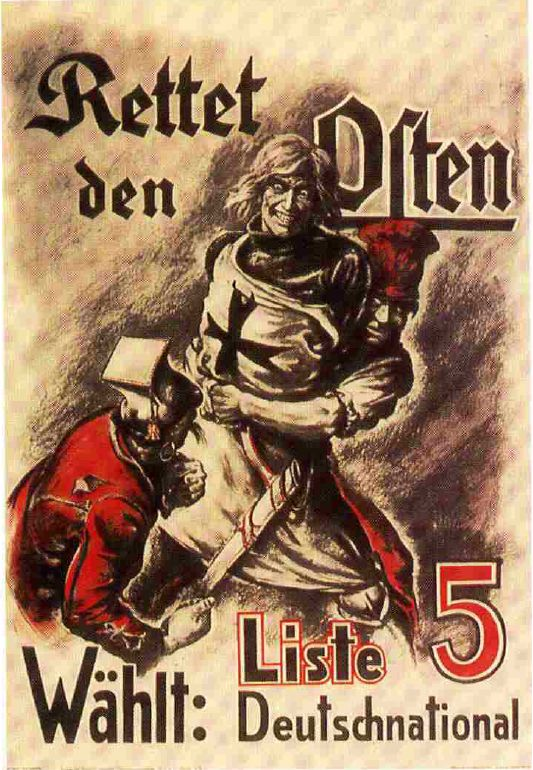
一張1920年的德國国家人民黨海報，顯示一名條頓騎士遭到波蘭人和社會主義者的襲擊。標題寫著“拯救東方”。骑士象征被用作德意志东部地区无力自卫的意象；注意其空的剑鞘。

由于将西普鲁士等地区割让给新成立的波兰国家，引发了跨党派的宣传活动，重新唤起人们对骑士团在这些地区的“德意志传统”认同。东普鲁士的地理孤立进一步引发与1466年骑士国所面临外交困境的类比，使其被视为“斯拉夫洪流中德意志的堡垒”。
1920年7月11日，在阿伦施泰因投票地区进行的全民公投中，因与波兰的边界争议决定了南部东普鲁士的归属。在公投前的宣传中，德方大力强调骑士团在“东地传统”中的作用。街道布满骑士团十字徽章的旗帜与装饰。魏玛时期，多个在东部作战的自由军团（Freikorps）将骑士团符号用于其臂章，如东部边防卫队与波羅的海後備軍。其中，最具影响力的国家主义组织之一——青年德国骑士团（Jungdeutscher Orden），甚至在名称、组织架构和职务名称上完全仿效了条顿骑士团。

#### 纳粹时期

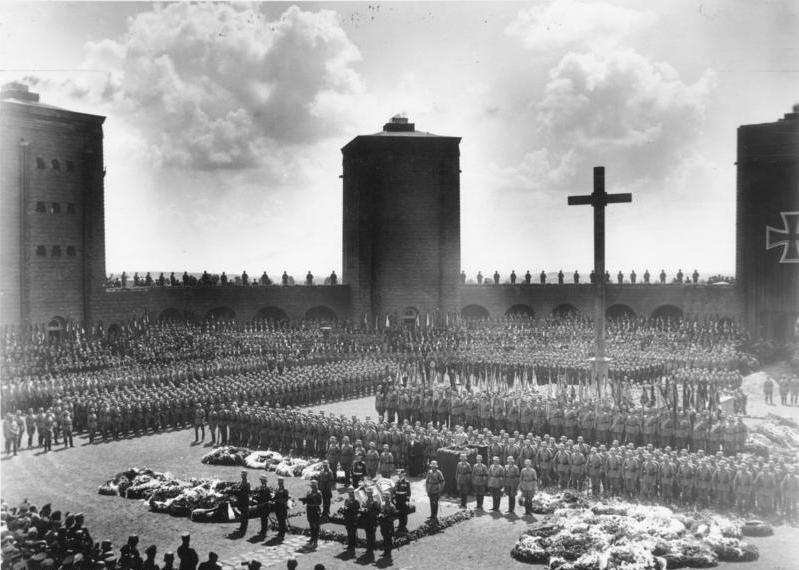
1934年德國政府在坦能堡纪念碑前进行国家公祭，以紀念在兩次坦能堡戰役（1410、1914）中陣亡的軍人。同年總統興登堡去世後希特勒也不顧反對將他葬於此處

在纳粹德国时期，对于条顿骑士团的历史态度并不统一。总体而言，海因里希·希姆莱与阿尔弗雷德·罗森堡等人延续了19世纪的正面骑士团形象。
阿道夫·希特勒早在1924年所著的《我的奋斗》中就赞美德意志东向移民运动，并设想未来“沿着骑士团旧路”的征服计划。1934年帝国总统保罗·冯·兴登堡安葬于坦能堡纪念碑时，德国政府将他塑造成1914年第二次坦能堡战役中的皇家将领，试图以此为1410年的失败“复仇”。
然而，希姆莱出于其种族理论设想，要创立一支新的“德意志骑士团”作为“基因传承者”，其中包括新设的纳粹骑士团堡垒。因此，原本神圣的骑士团名称被废除。1938年，骑士团被官方解散。纳粹宣传部长约瑟夫·戈培尔的宣传机器逐步压制旧有传统，为新“骑士精神”让路。然而，在骑士团旧地东普鲁士，宣传成效有限。例如帝国勞役團第25区的标志仍保留有纳粹党徽与骑士团十字。在战争中，党卫军第11“北欧”装甲掷弹兵师中的一支装甲部队还以骑士团大团长赫尔曼·冯·萨尔扎命名。

#### 1945年后
1945年后，由于失去东部领土，联邦德国社会对骑士团的回顾兴趣明显减弱，也不再像过去那样对骑士团进行美化。这一议题在社会上趋于沉寂。只有部分复仇主义团体仍旧坚持旧有立场。
德国流亡者组织与历史研究机构如黑尔德研究院之间联系疏远。尽管如此，直至1960年代初，东欧研究界仍有不少学者试图在“去种族主义”的包装下延续传统的民族主义与“东线防御斗争”论调。这一状况于1960年代初随学术代际更替才有所改变。
1985年，维也纳成立了“国际历史委员会研究德意志骑士团”，其研究关注思想史、区域与欧洲视角。
在德意志民主共和国（东德），骑士团仍被官方视作“侵略与复辟的堡垒”。1985年版《德意志军事词典》写道：“……这个沾满鲜血的骑士团在20世纪被改组为主要从事慈善的教会组织。目前在奥地利与联邦德国仍作为一种神职–军事传统团体存在。”
1991年9月4日，联邦德国发行了一枚10德国马克面值的“德意志骑士团800周年”纪念币。德国亦发行过以骑士团为主题的邮票。
通过普鲁士的国家色彩，骑士团的配色也间接影响了德国国家足球队的球衣配色。

## 延伸閱讀
- 张亚威.《条顿骑士团的十字军城堡——1230～1466年的普鲁士红砖城堡》，《兵器》2013年第9期，43-61页
- （日語） Jacques Ancel著、山本俊朗訳　『スラブとゲルマン・東欧民族抗争史』　弘文堂、1965年
- （日語） 阿部謹也『ドイツ中世後期の世界・ドイツ騎士修道会史の研究』　筑摩書房、2000年、ISBN 978-4-480-75160-7
- （日語） 純丘曜彰『死体は血を流さない：聖堂騎士団vs救院騎士団　サンタクロースの錬金術とスペードの女王に関する科学研究費Ｂ海外学術調査報告書』、三交社、2009年
- （德文） Peter von Dusburg: Chronicon Terrae Prussiae (um 1326).
- （德文） Nikolaus von Jeroschin: Di Kronike von Pruzinlant（Übertragung des Chronicon Terrae Prussae ins Niederdeutsche mit Ergänzungen, um 1340）.
- （德文） Hermann von Wartenberg: Chronicon Livoniae（um 1378）
- （德文） Peter Suchenwirt: Von Herzog Albrechts Ritterschaft; um 1377, umbenannt 1395 nach dem Tod des Herzogs zu: Vom Zuge Herzog Albrechts -selig-
- （德文） Wigand von Marburg: Chronica nova Prutenica（in Fragmenten überliefert, um 1400）
- von Posilge, Johann. . 1420 （德语）.
- Christiansen, Erik. . London: Penguin Books. 1997: 287. ISBN 0-14-026653-4 （英语）.
- Seward, Desmond. . London: Penguin Books. 1995: 416. ISBN 0-14-019501-7 （英语）.
- Urban, William. . London: Greenhill Books. 2003: 290. ISBN 1-85367-535-0 （德语）.
- Christiansen, Érik. . Alérion: Lorient. 1996. ISBN 2910963047 （法语）..
- Demurger, Alain. . Seuil. 2002. ISBN 2-02-049888-X （法语）.
- Toomaspoeg, Kristjan. . Flammarion. 200 1: 201. ISBN 978-2080800619 （法语）.
- Gougenheim, Sylvain. . Tallandier. 2007: 781. ISBN 978-2847342208 （法语）.

## 外部連結
- 條頓騎士團官方網站 （页面存档备份，存于）
- 世界歷史計劃：條頓騎士團-他們組織與歷史